# Präsidentschaftswahl in den Vereinigten Staaten 2016
Die 58. Wahl zum Präsidenten und zum Vizepräsidenten der Vereinigten Staaten von Amerika fand am 8. November 2016 statt.
In deren Ergebnis bildeten 306 republikanische und 232 demokratische Wahlleute das Wahlleutekollegium (Electoral College).
Am 19. Dezember 2016 wurde der Republikaner Donald Trump von diesem Kollegium mit 304 Stimmen zum 45. Präsidenten sowie Mike Pence mit 305 Stimmen zum 48. Vizepräsidenten gewählt. Die demokratische Gegenkandidatur von Hillary Clinton mit Tim Kaine erhielt jeweils 227 Stimmen. Je sieben abweichende Wahlmännerstimmen entfielen auf andere Kandidaten (eine davon wiederum auf Pence). Donald Trumps Präsidentschaft begann mit seiner Amtseinführung am 20. Januar 2017.
Die indirekte Wahl des Präsidenten über das Wahlkollegium machte es möglich, dass zum vierten Mal in der Geschichte der USA ein Präsident trotz einer Minderheit an Stimmen vom Wahlkollegium in sein Amt gewählt wurde.
Es war die erste Präsidentschaftswahl seit der Wahl 1848, bei der die Präsidentschaftskandidaten beider großen Parteien älter als 60 Jahre waren.

## Ausgangslage
Der vormalige Amtsinhaber Barack Obama von der Demokratischen Partei durfte aufgrund des 22. Zusatzartikels zur Verfassung der Vereinigten Staaten 2016 nach zwei Amtszeiten nicht erneut antreten. Vizepräsident Joe Biden, der sich schon 2008 um eine Präsidentschaftskandidatur bemüht hatte, schloss ein erneutes Antreten im Oktober 2015 aus.
Die parteiinternen Vorwahlen der Demokraten und Republikaner hatten im Februar 2016 im Bundesstaat Iowa begonnen. Der Termin des Super Tuesdays fiel auf den 1. März 2016.
Auf republikanischer Seite setzte sich Donald Trump gegen 16 parteiinterne Konkurrenten durch und wurde am 19. Juli 2016 auf dem Parteitag der Republikaner in Cleveland, Ohio zum Präsidentschaftskandidaten gewählt. In den meisten Meinungsumfragen wurden Trump nur wenig Chancen auf den Gewinn der Präsidentschaftswahl im November vorhergesagt. Republikaner befürchteten eine ähnlich deutliche Niederlage wie 1964 (Barry Goldwater).
Die Vorwahlen bei den Demokraten entwickelten sich früh zu einem Zweikampf zwischen Hillary Clinton und Bernie Sanders. Am 26. Juli 2016 wurde Hillary Clinton auf dem Parteitag in Philadelphia als erste Frau zur Präsidentschaftskandidatin der Demokraten gewählt. Aufgrund ihrer großen politischen Erfahrung und der erhofften breiten Unterstützung durch weibliche Wähler galt Clinton als deutliche Favoritin gegen Donald Trump.

## Kandidaturen

### Demokratische Partei
Kandidatur erfolgreich
- Für das Amt der Präsidentin: Hillary Clinton, ehemalige US-Außenministerin, Senatorin für New York und First Lady als Ehefrau von Bill Clinton (42. US-Präsident von 1993 bis 2001)[4]
- Für das Amt des Vizepräsidenten: Tim Kaine, Senator für Virginia, ehemaliger Gouverneur von Virginia

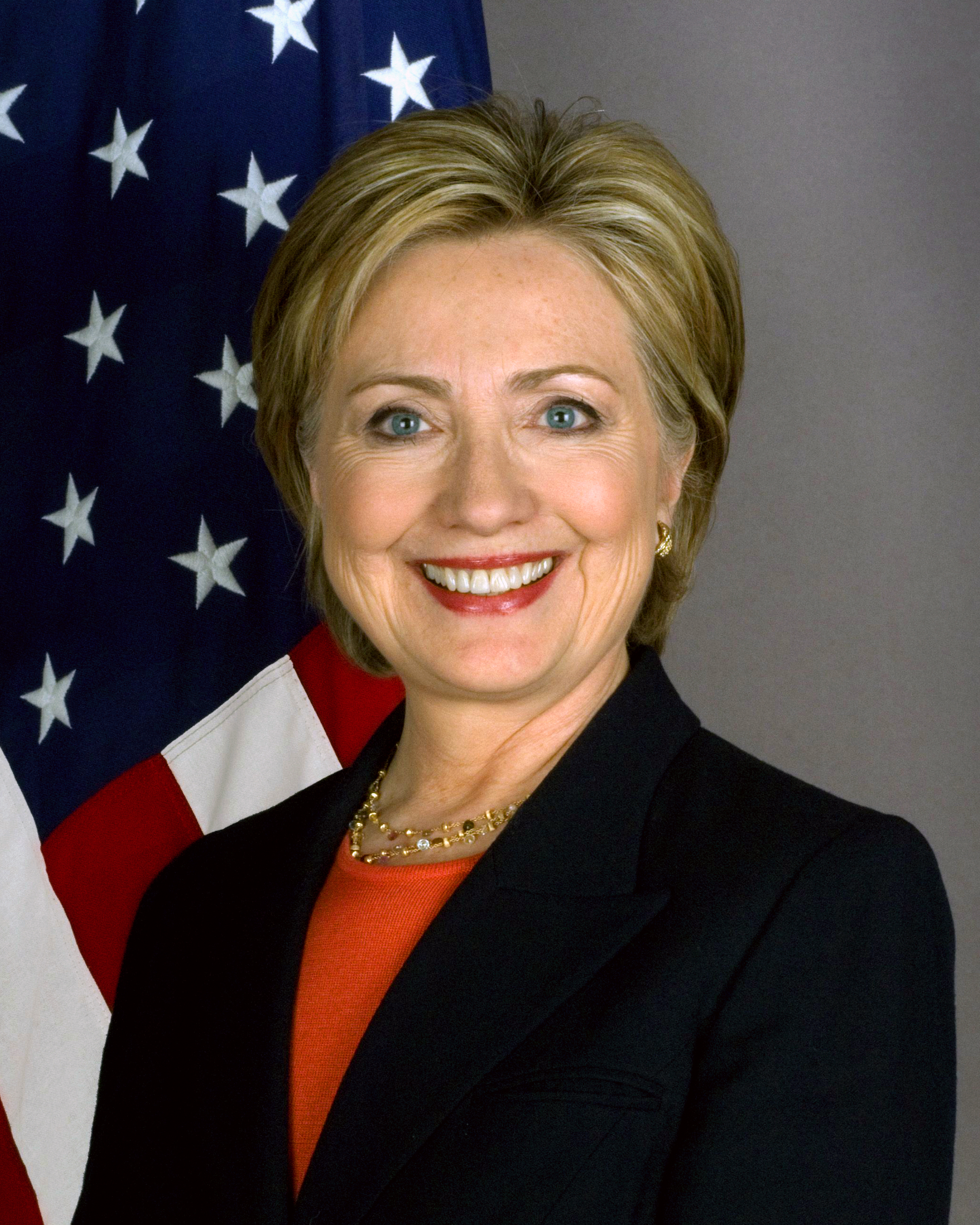
Hillary Clinton
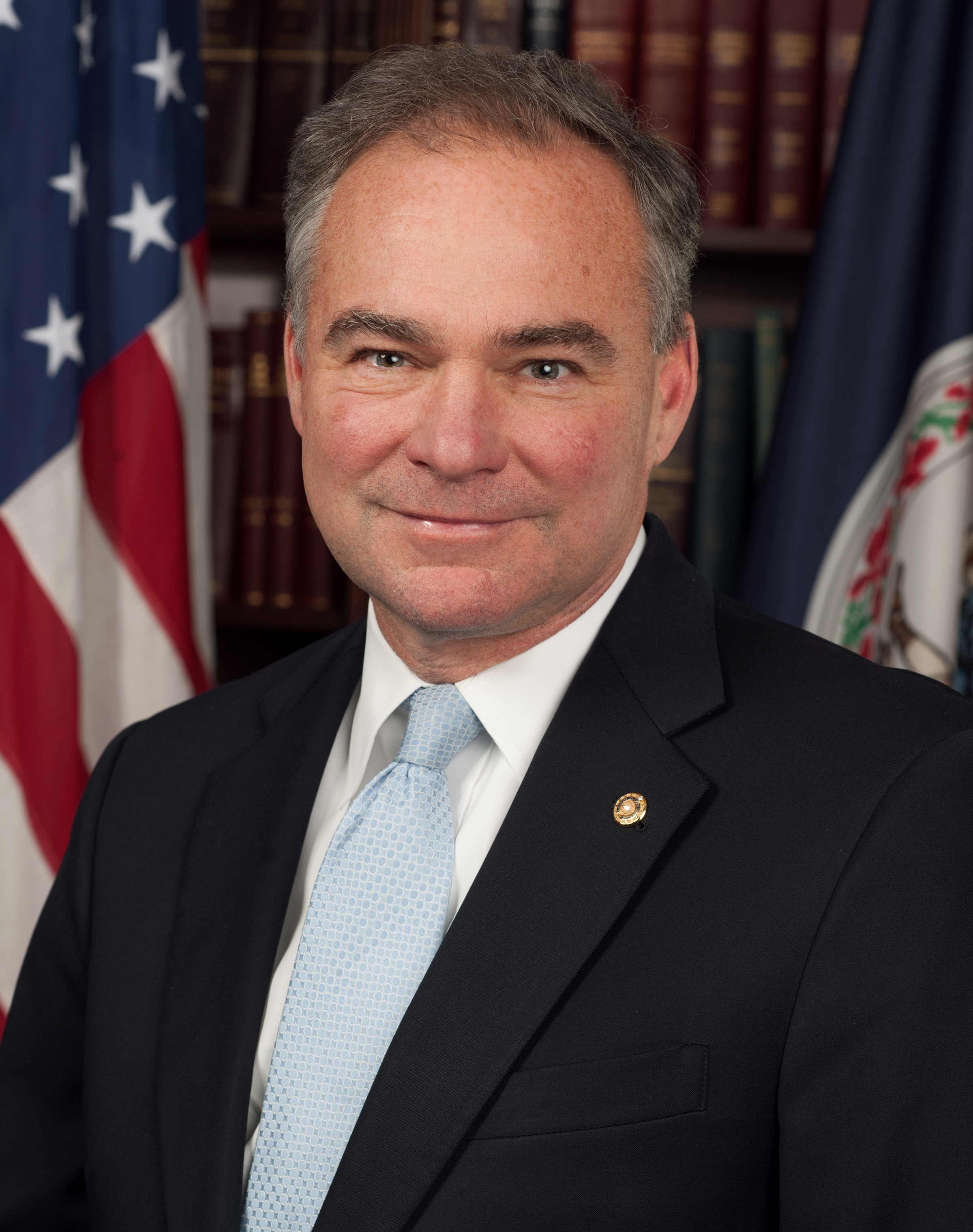
Tim Kaine

Kandidatur aufgegeben
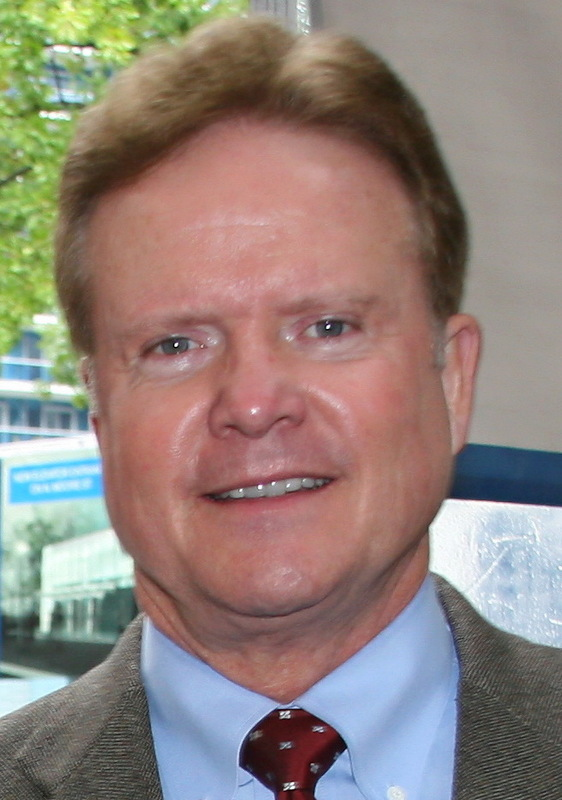
Jim Webb
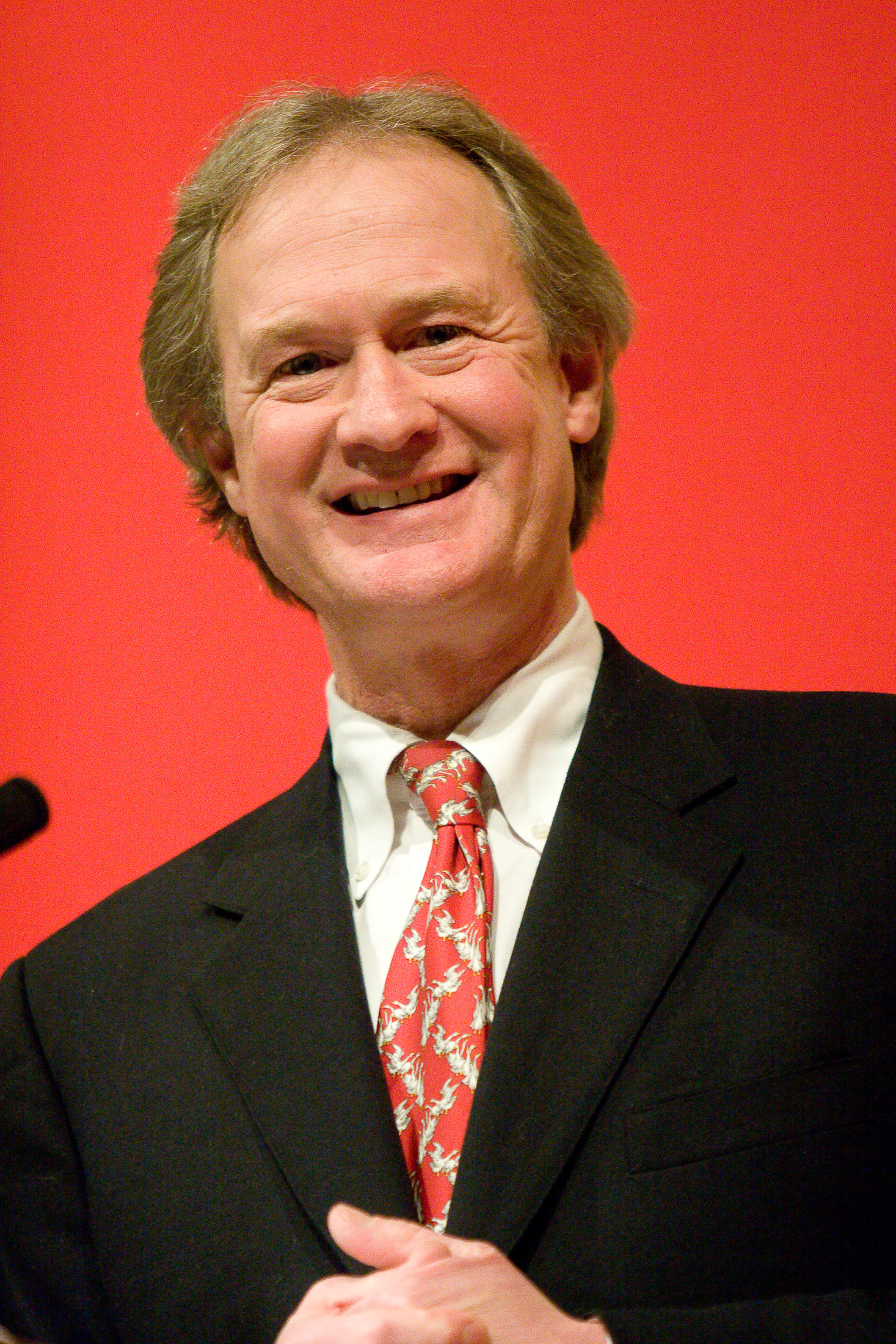
Lincoln Chafee
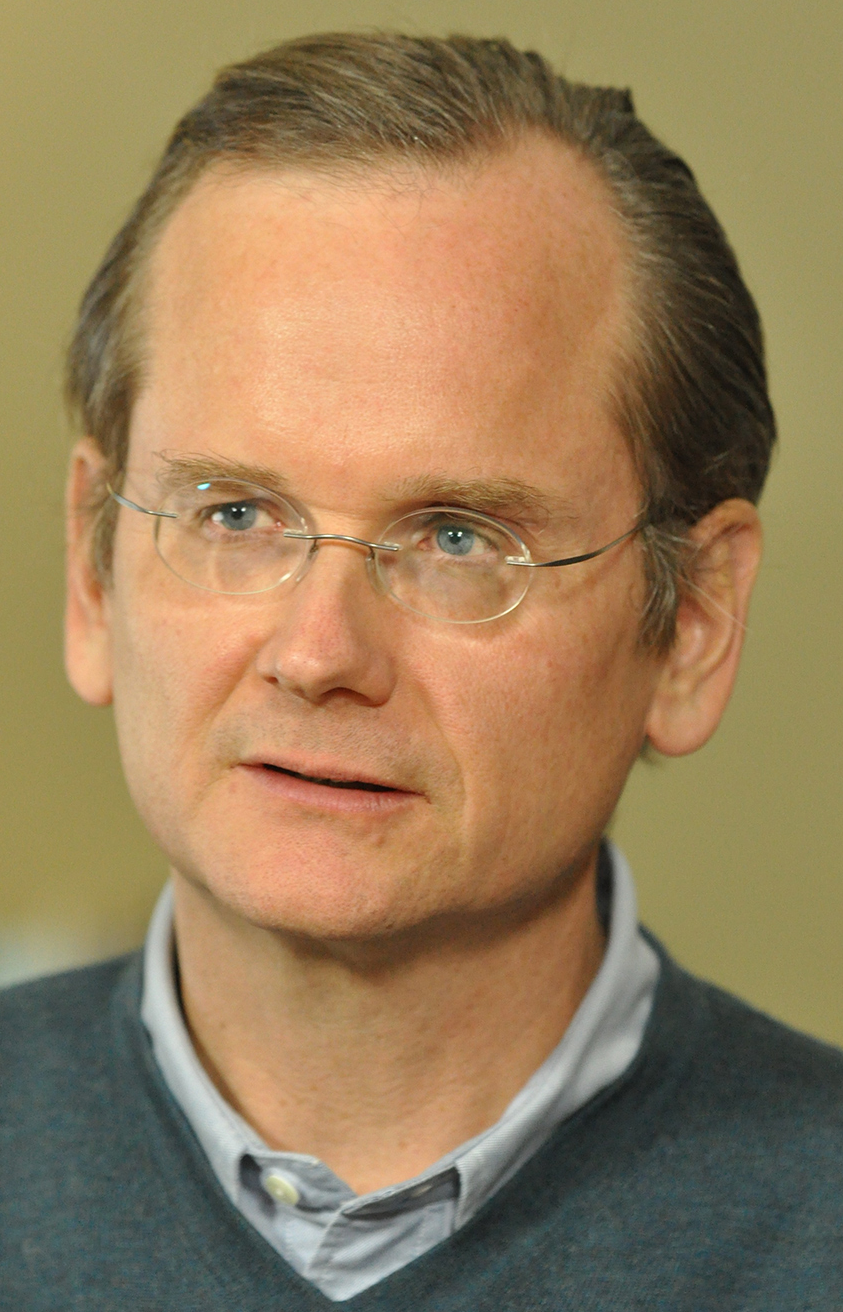
Lawrence Lessig
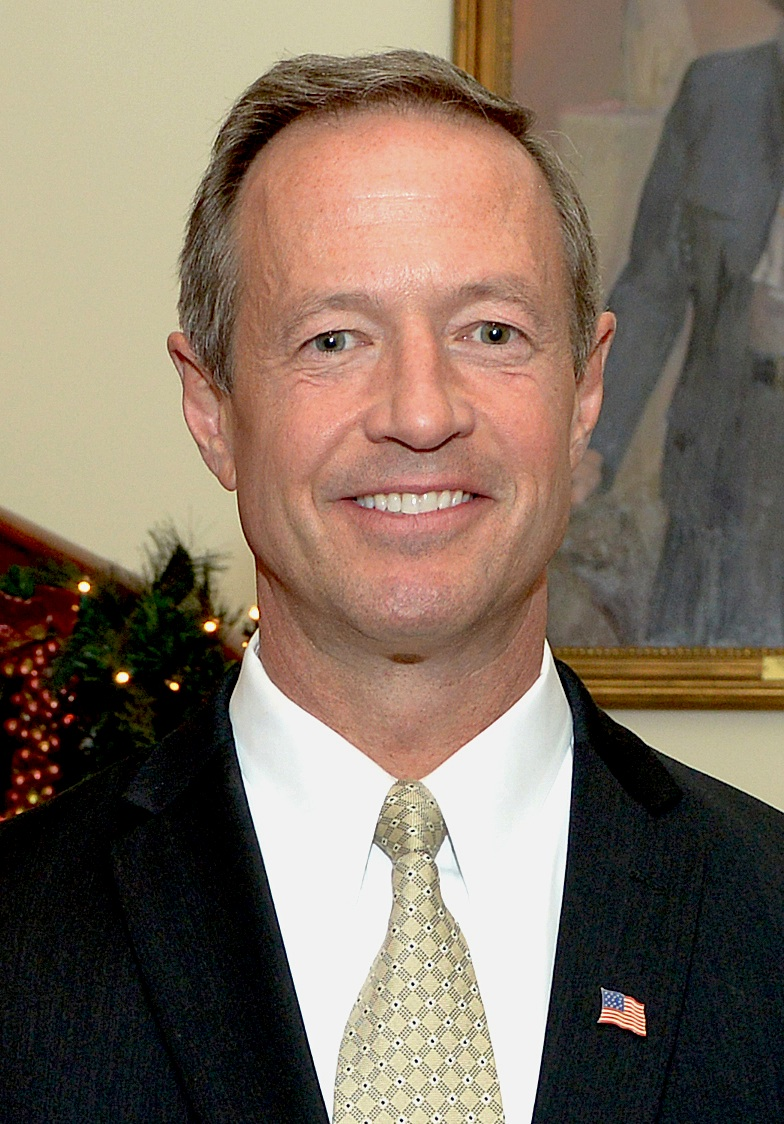
Martin O’Malley
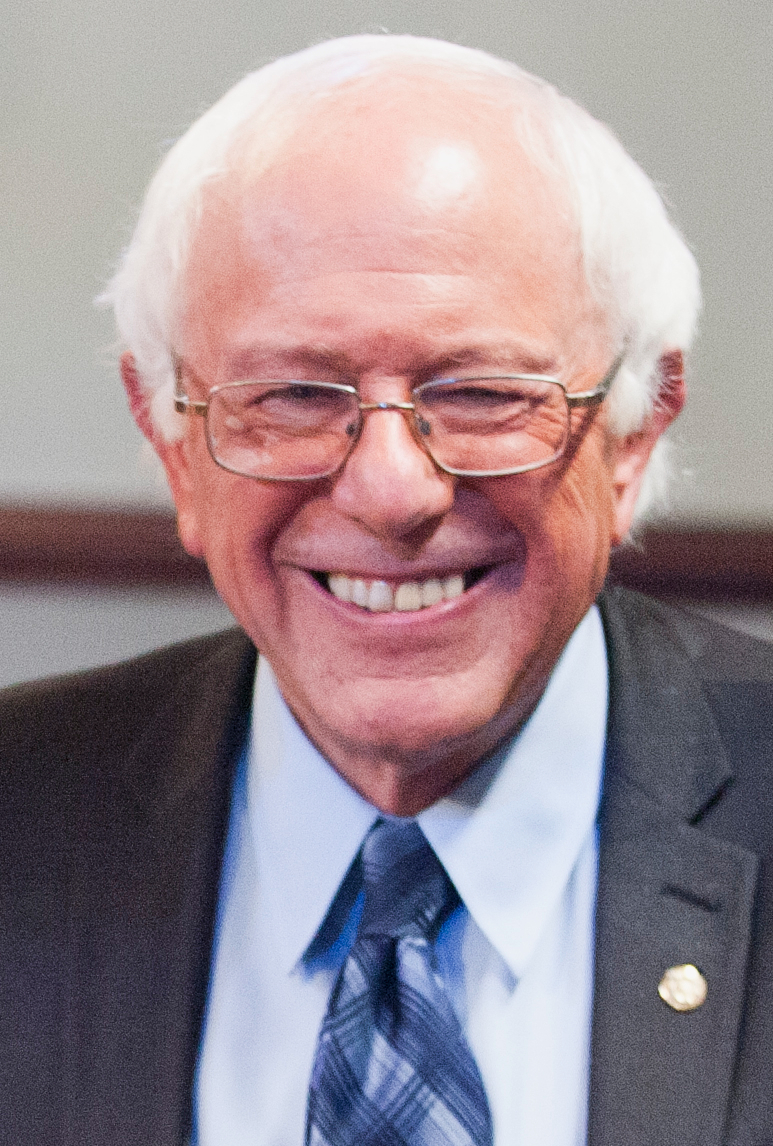
Bernie Sanders

- Jim Webb, ehemaliger Marinestaatssekretär und Senator für Virginia (Kampagne am 20. Oktober 2015 eingestellt)[5][6]
- Lincoln Chafee, ehemaliger Gouverneur von und Senator für Rhode Island (Kampagne am 23. Oktober 2015 eingestellt)[7]
- Lawrence Lessig, Professor für Rechtswissenschaften an der Harvard Law School (Harvard University) (Kampagne am 2. November 2015 eingestellt)[8]
- Martin O’Malley, ehemaliger Gouverneur von Maryland und Bürgermeister von Baltimore (Kampagne am 1. Februar 2016 eingestellt)[9]
- Bernie Sanders, Senator für Vermont, ehemaliger Kongressabgeordneter und Bürgermeister von Burlington (Kampagne am 12. Juli 2016 eingestellt)[10]

Staaten/Gebiete gewonnen in den Vorwahlen der Demokraten:
Hillary Clinton
Bernie Sanders

Die ehemalige Senatorin und Außenministerin Hillary Clinton, die an Obama in den Vorwahlen zur Präsidentschaftswahl 2008 gescheitert war, hat ihre Kandidatur im April 2015 offiziell erklärt. Hillary Clinton war – als Ehefrau von Bill Clinton (US-Präsident 1993 bis 2001) – acht Jahre First Lady der USA. Ende 2014 äußerte Obama die Ansicht, dass Hillary Clinton eine großartige Präsidentin sein würde.
Am 29. April 2015 gab der Senator Bernie Sanders seine Kandidatur bekannt. Sanders war zu dem Zeitpunkt parteilos, gehörte aber vor dem Bekanntgeben seiner Kandidatur bereits der Demokratischen Fraktion im Senat an. Im November 2015 trat er der Demokratischen Partei bei. Er bezeichnet sich selbst als demokratischen Sozialisten und vertritt im Vergleich zu Clinton deutlich linkere Positionen. Martin O’Malley (2007–2015 Gouverneur von Maryland), Lincoln Chafee (Ex-Gouverneur und Ex-Senator für Rhode Island) sowie Ex-Senator Jim Webb gaben ebenfalls ihre Kandidatur bekannt, kamen aber in den Umfragen nie über niedrige einstellige Prozentwerte hinaus; kurz nach der ersten Fernsehdebatte der demokratischen Präsidentschaftsbewerber zogen sich Webb und Chafee im Oktober 2015 aus dem Rennen zurück. Der ehemalige Gouverneur Martin O’Malley zog nach der ersten Vorwahl (in Iowa) ebenfalls seine Kandidatur zurück, nachdem er weniger als 1 % der Stimmen erhalten hatte.
Es folgte ein Duell zwischen Hillary Clinton und Bernie Sanders. Zunächst lag Hillary Clinton deutlich in Führung, jedoch holte Bernie Sanders auf. Nach dem knappen Gewinn der Vorwahl in Kentucky lag Clinton weniger als 100 Delegiertenstimmen hinter den für die Nominierung benötigten 2384 und appellierte an Bernie Sanders, aufzugeben, um sich auf Donald Trump als Gegner konzentrieren zu können. Sanders hielt jedoch weiter an seiner Kandidatur fest und begründete dies mit dem Umstand, dass die Zählungen die knapp 700 Superdelegierten beinhalten. Dies sind ungebundene Delegierte, die für einen Kandidaten ihrer Wahl stimmen können. Bernie Sanders hoffte die Mehrheit der Stimmen der verpflichteten Delegierten zu erhalten und dann die Superdelegierten umstimmen zu können, wie es 2008 auch Barack Obama gelungen war, und somit doch noch zum Kandidaten der Demokraten zu werden. Ende Juni deutete Sanders in einer Sendung des TV-Senders MSNBC seine Niederlage mit dem Hinweis an, dass er rechnen könne. Er würde bei der Präsidentschaftswahl für Clinton stimmen, da es einzig darum ginge, die Wahl Donald Trumps zum Präsidenten zu verhindern.
Hillary Clinton wurde am 26. Juli 2016 auf dem Parteitag der Demokraten in Philadelphia als erste Frau zur Präsidentschaftskandidatin gewählt. Dabei erhielt sie die Unterstützung ihres einzigen bedeutenden Konkurrenten aus den Vorwahlen, Bernie Sanders. Jedoch kam es zu Protesten der Anhänger von Sanders. Vor Beginn des Parteitags kündigte die Parteivorsitzende Debbie Wasserman Schultz ihren Rücktritt an, da durch gehackte und veröffentlichte E-Mails deutlich wurde, dass die Parteiführung der Demokraten die Vorwahlen zugunsten von Hillary Clinton beeinflusst hat.
Donna Brazile saß von Juli 2016 bis Februar 2017 interimistisch dem Democratic National Committee vor. Sie schrieb in einem im November 2017 erschienenen Buch, sie habe im September 2016 erwogen, Clinton und ihren Running Mate zu ersetzen, nachdem Clinton wegen Lungenproblemen eine Veranstaltung verlassen musste und eine Wahlkampfreise abgesagt hatte. Sie (Brazile) habe US-Vizepräsident Joe Biden und US-Senator Cory Booker als Running Mate erwogen.

### Republikanische Partei
Kandidatur erfolgreich
- Für das Amt des Präsidenten: Donald Trump, Milliardär, Unternehmer und Immobilien-Tycoon, seit 1971 Vorsitzender und CEO der Trump Organization[24] (bis 2017)
- Für das Amt des Vizepräsidenten: Mike Pence, Gouverneur von Indiana, ehemaliger Kongressabgeordneter

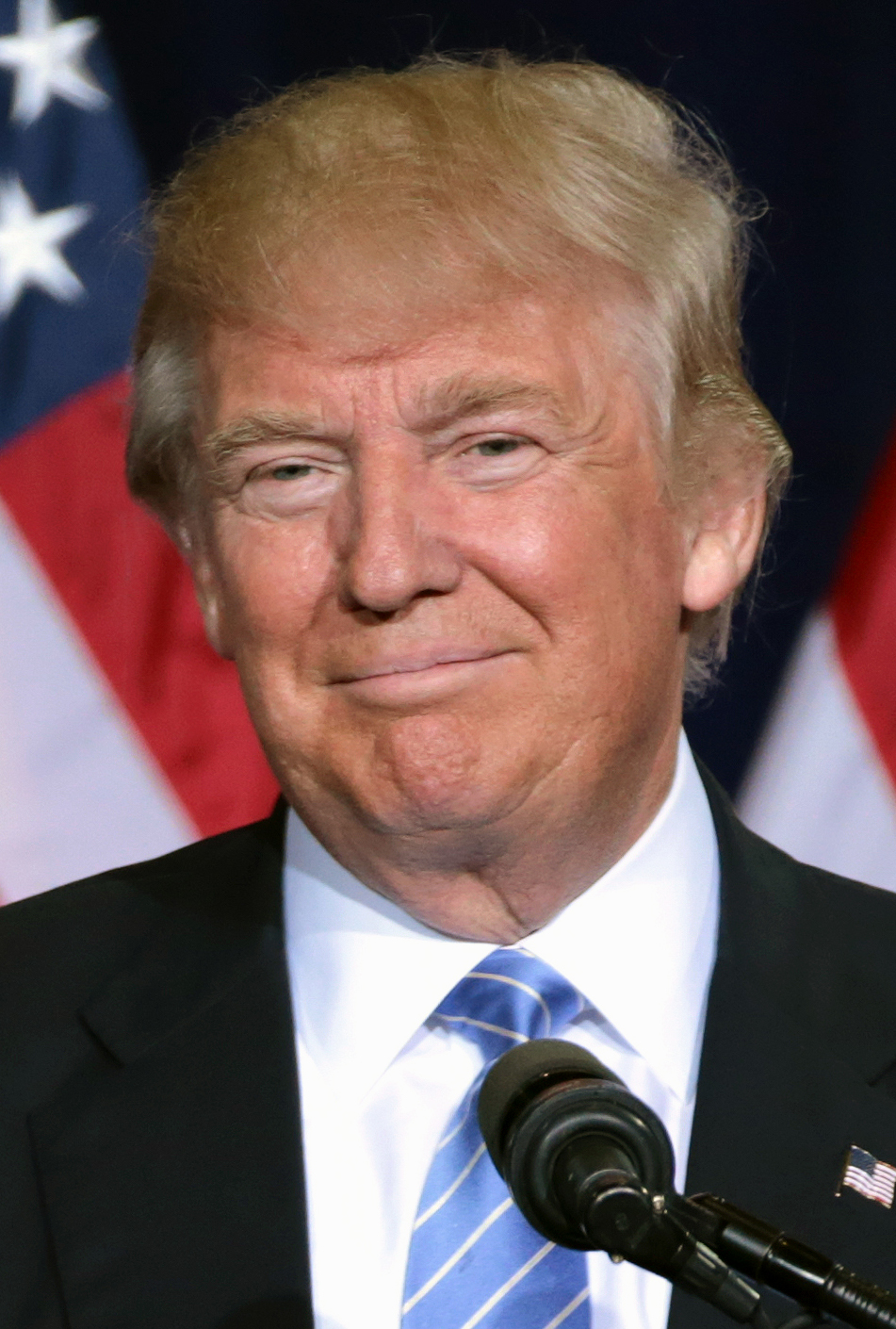
Donald Trump
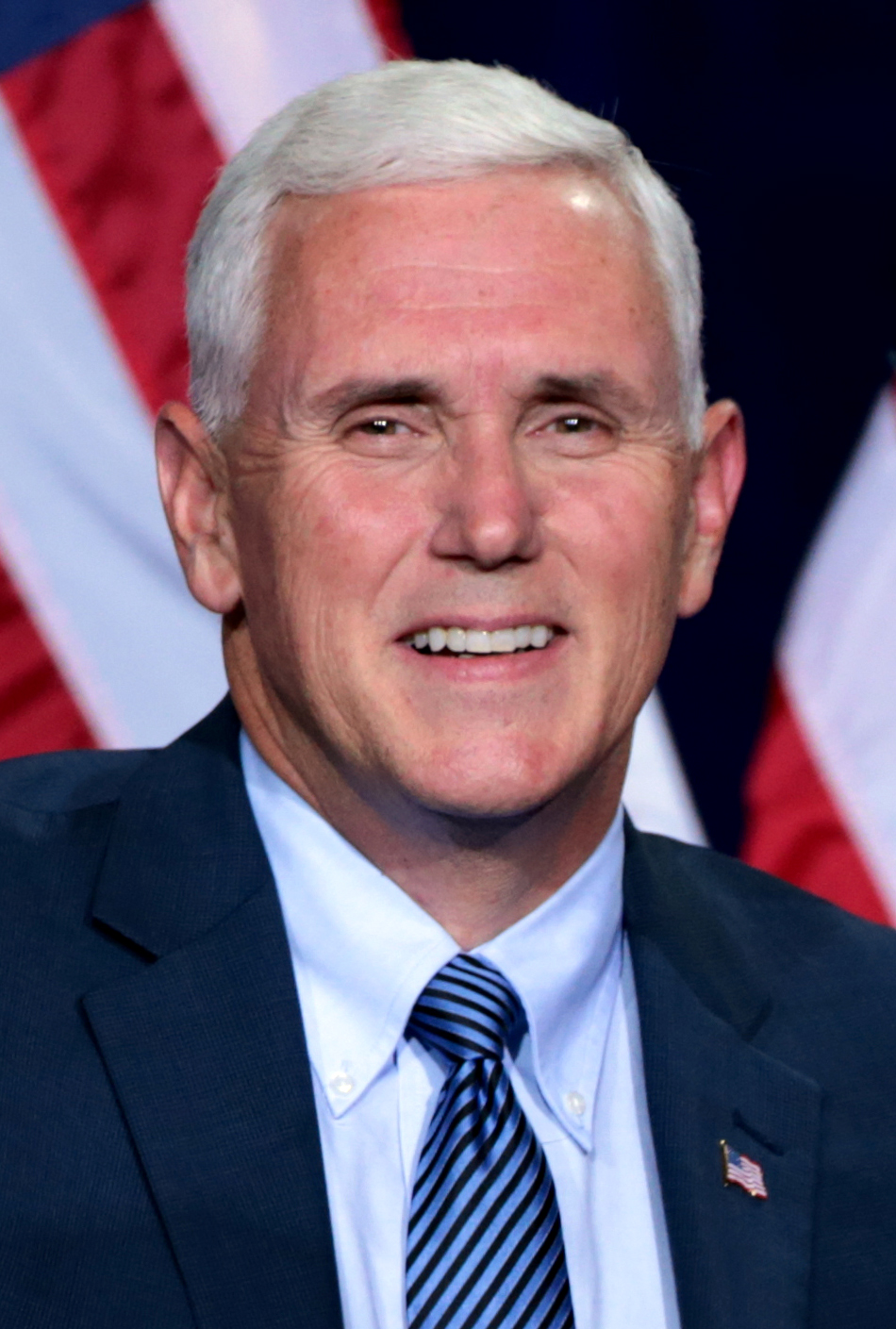
Mike Pence

Kandidatur aufgegeben
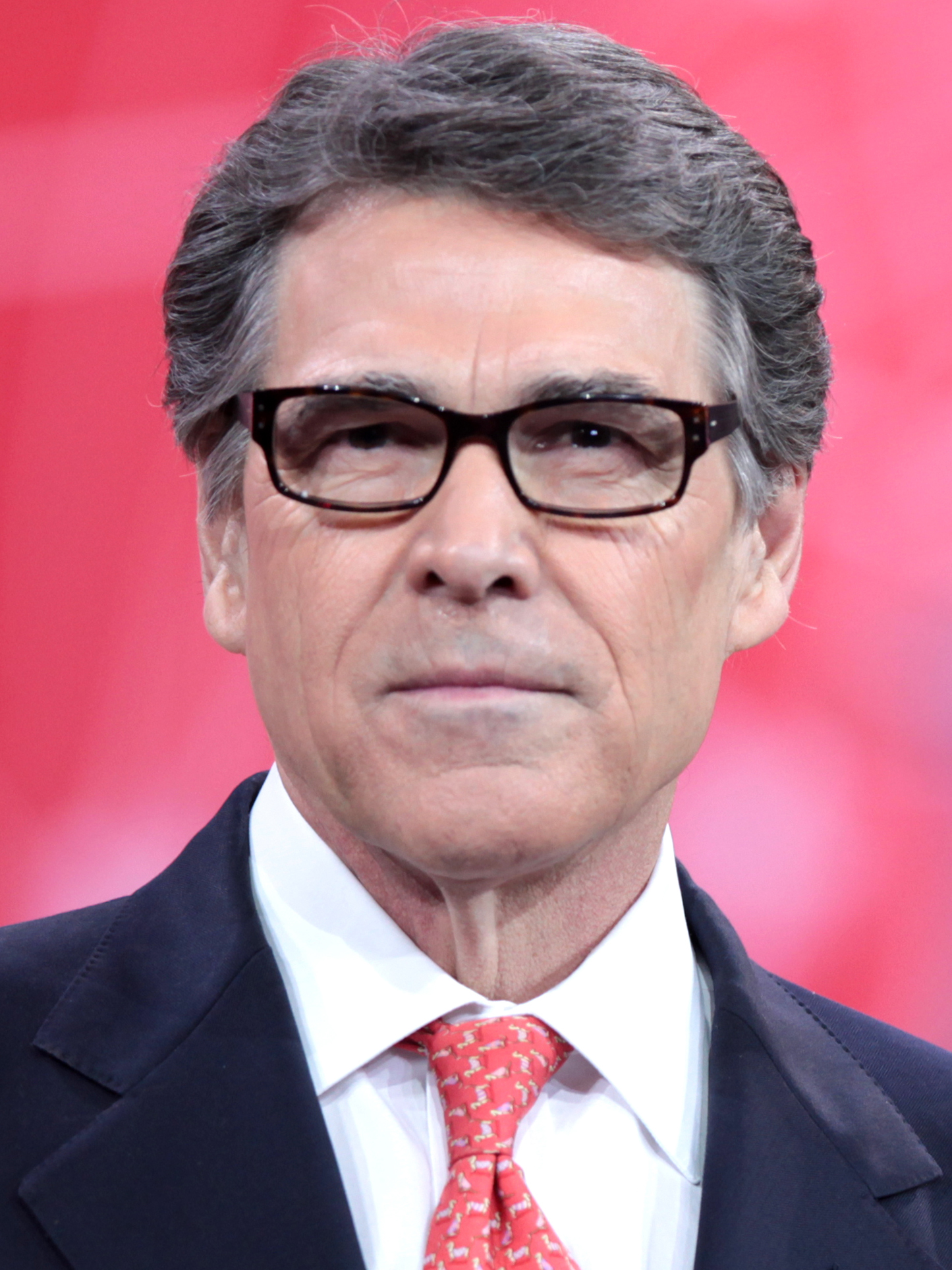
Rick Perry
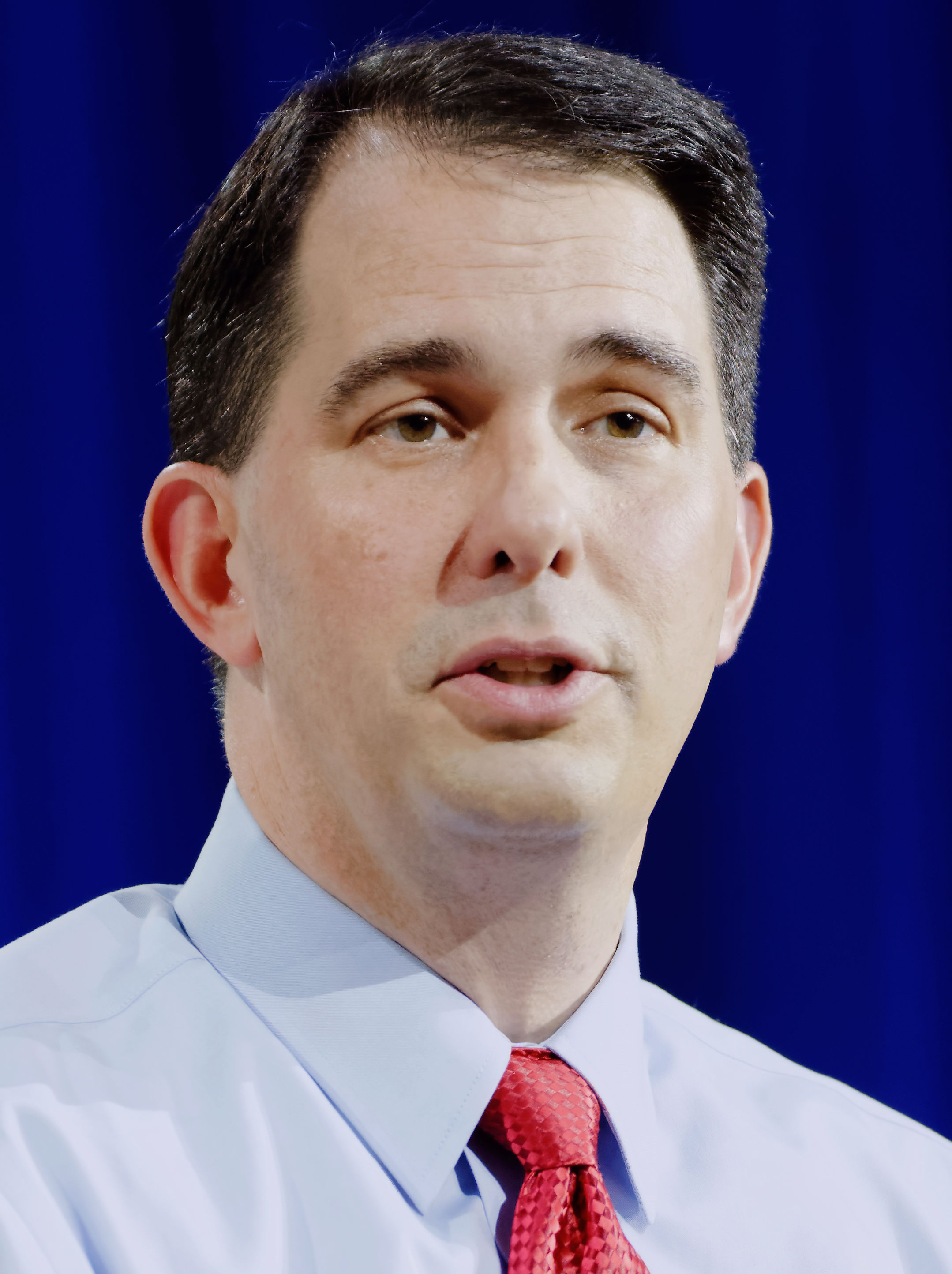
Scott Walker
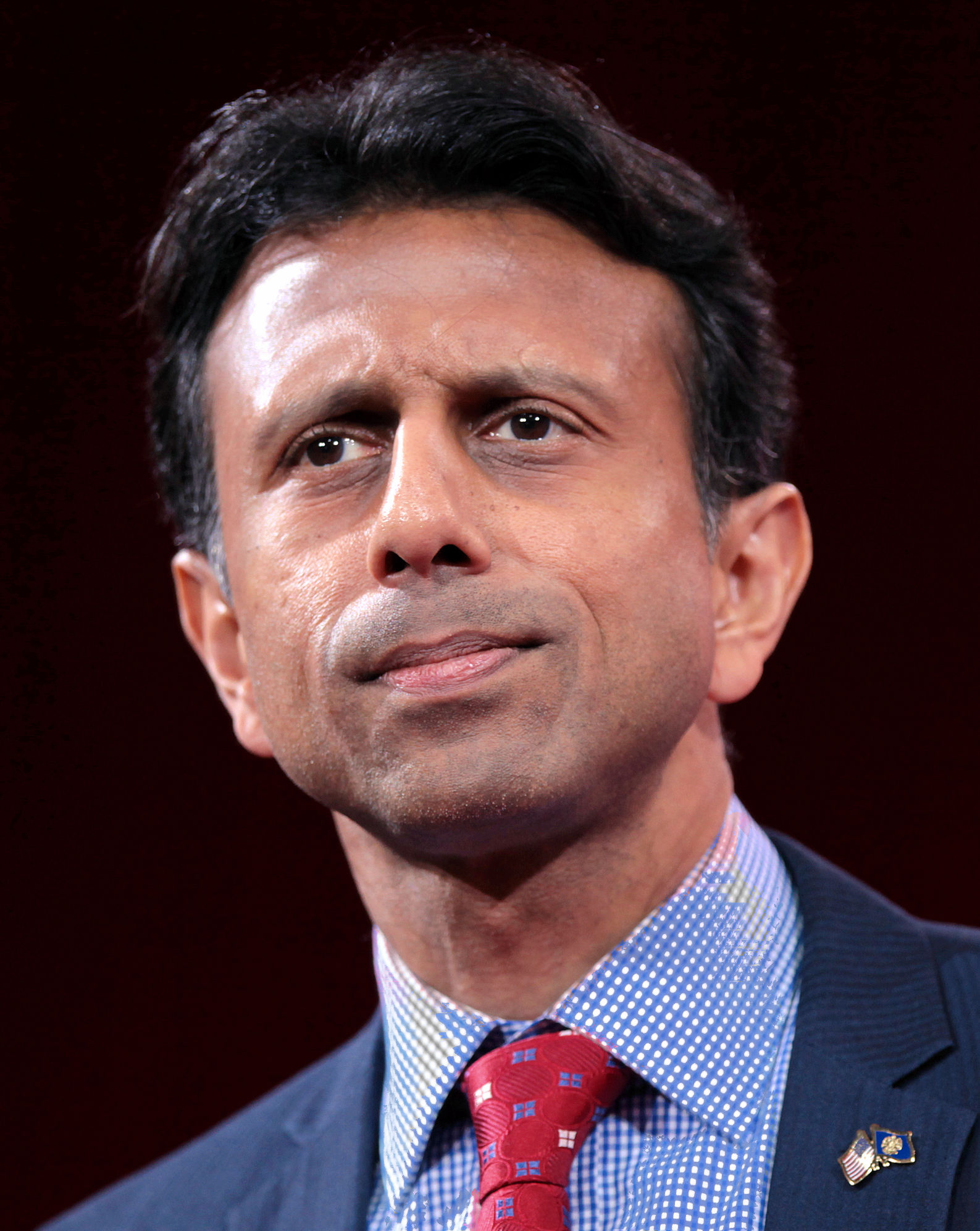
Bobby Jindal
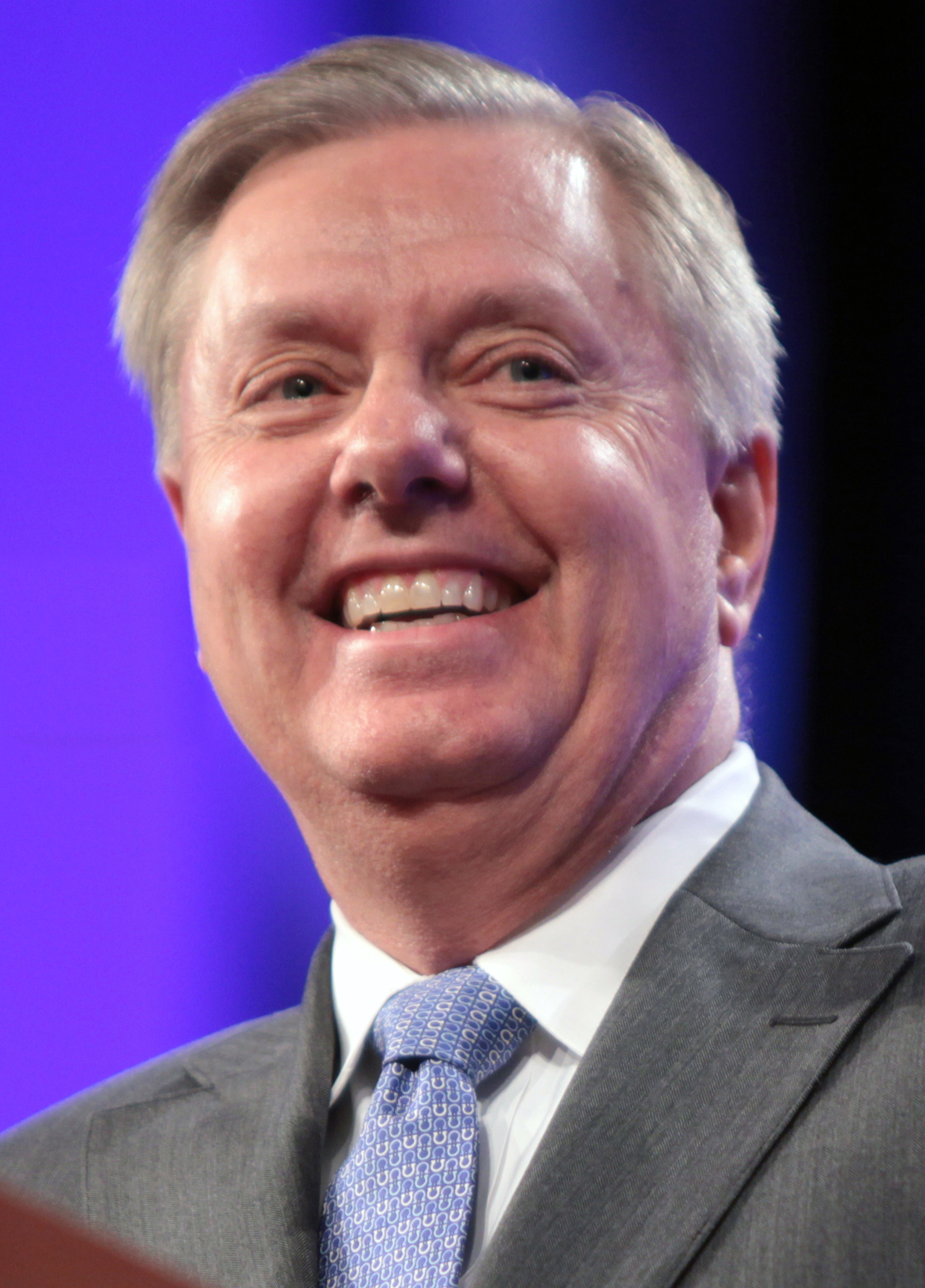
Lindsey Graham
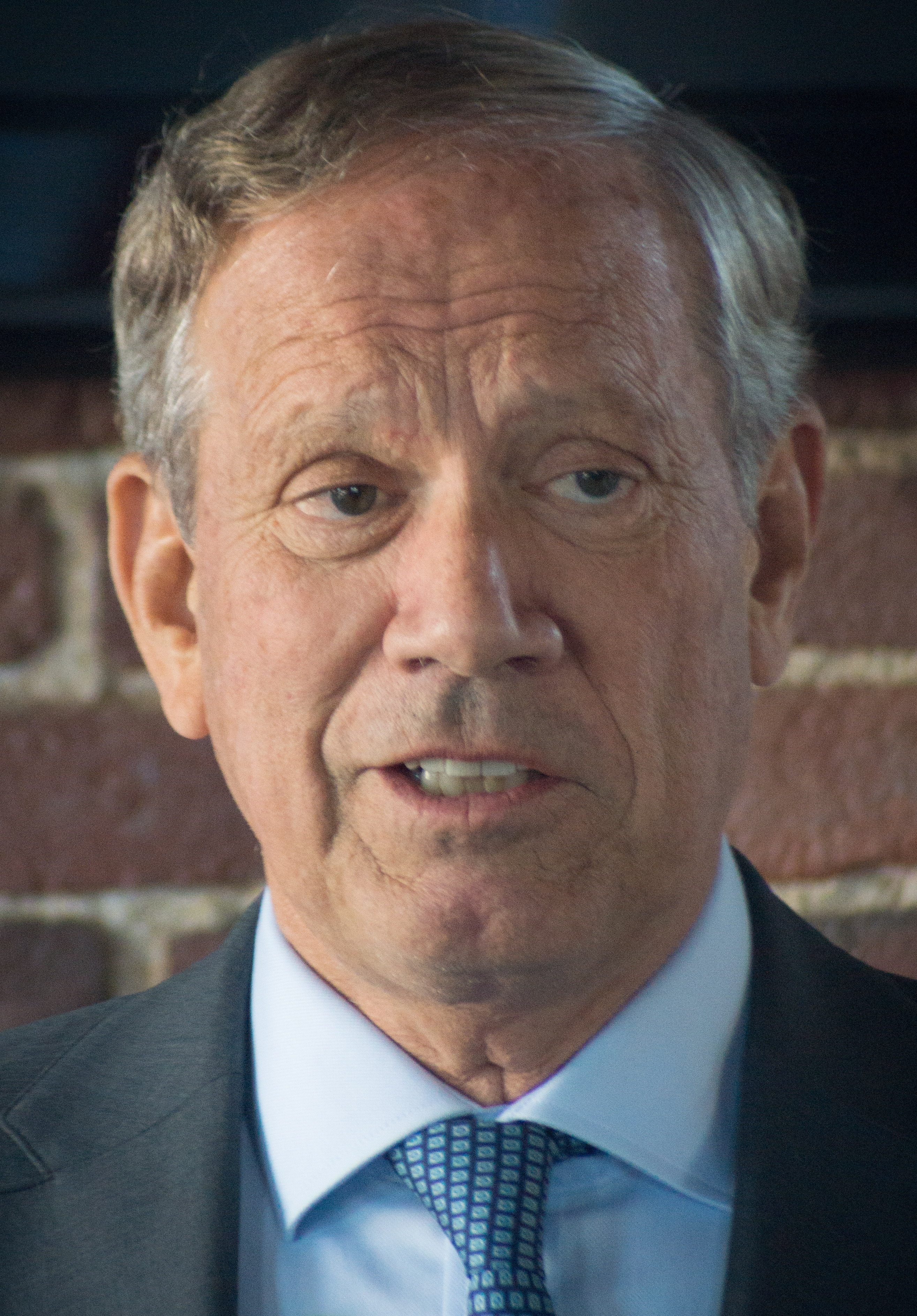
George Pataki
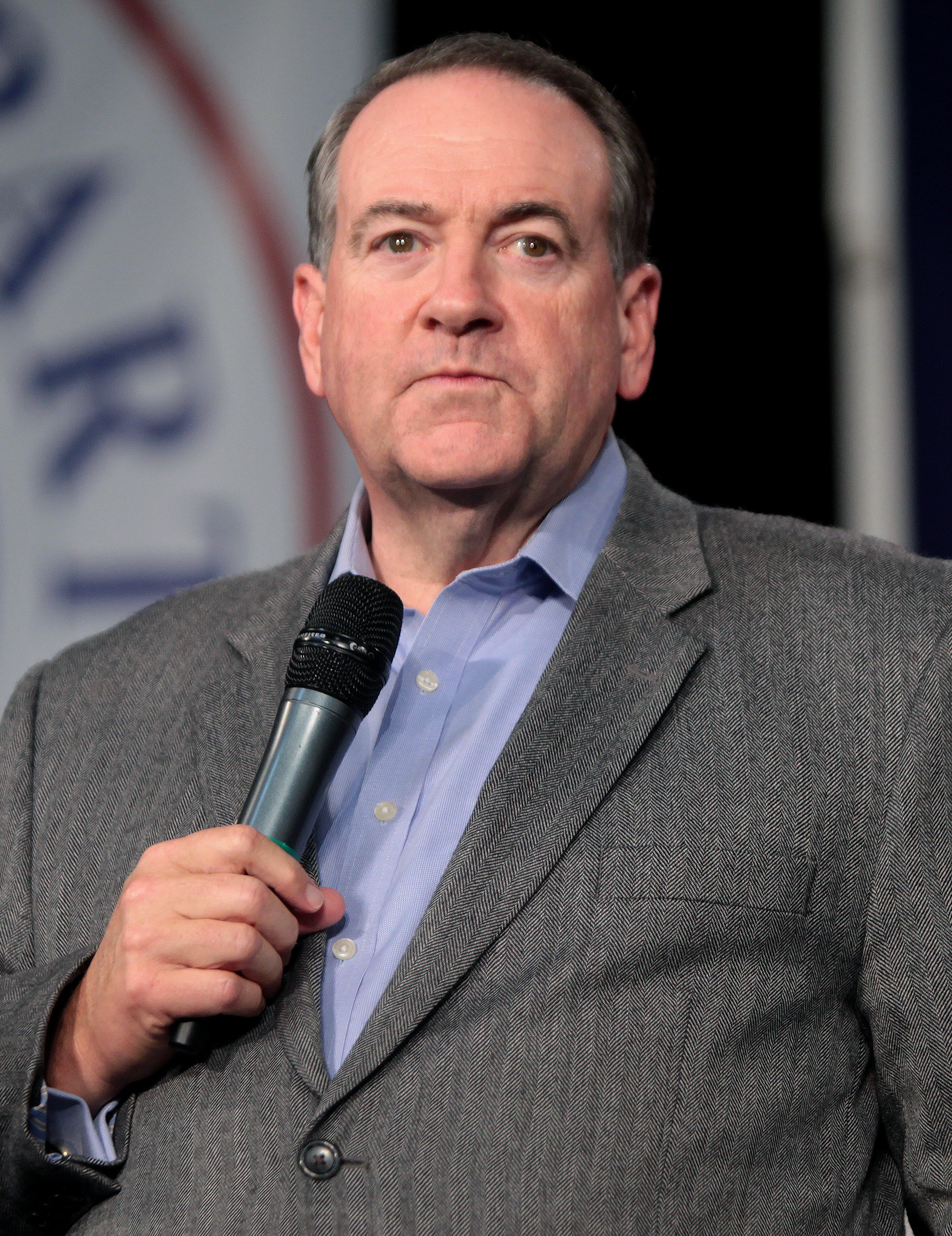
Mike Huckabee
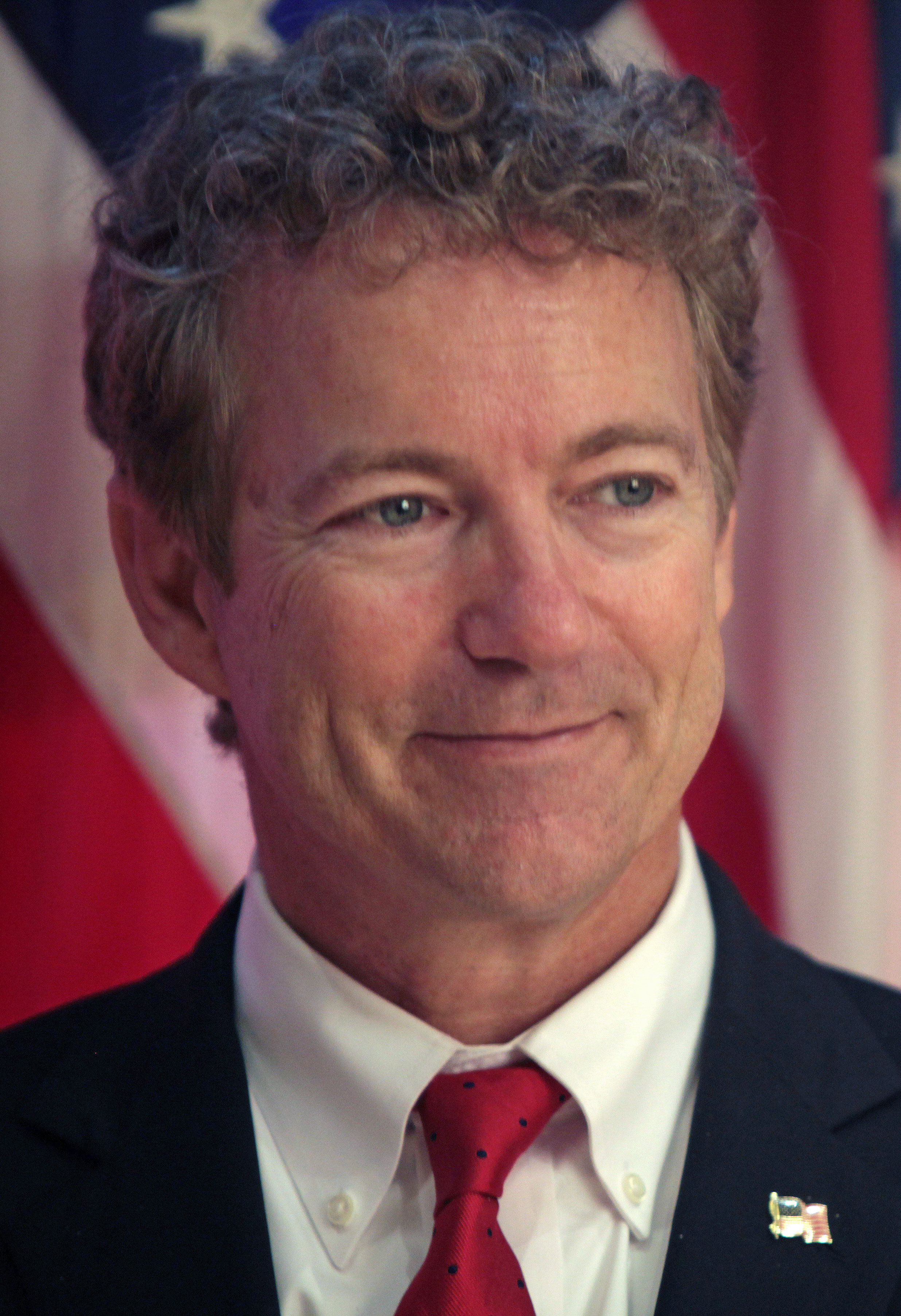
Rand Paul
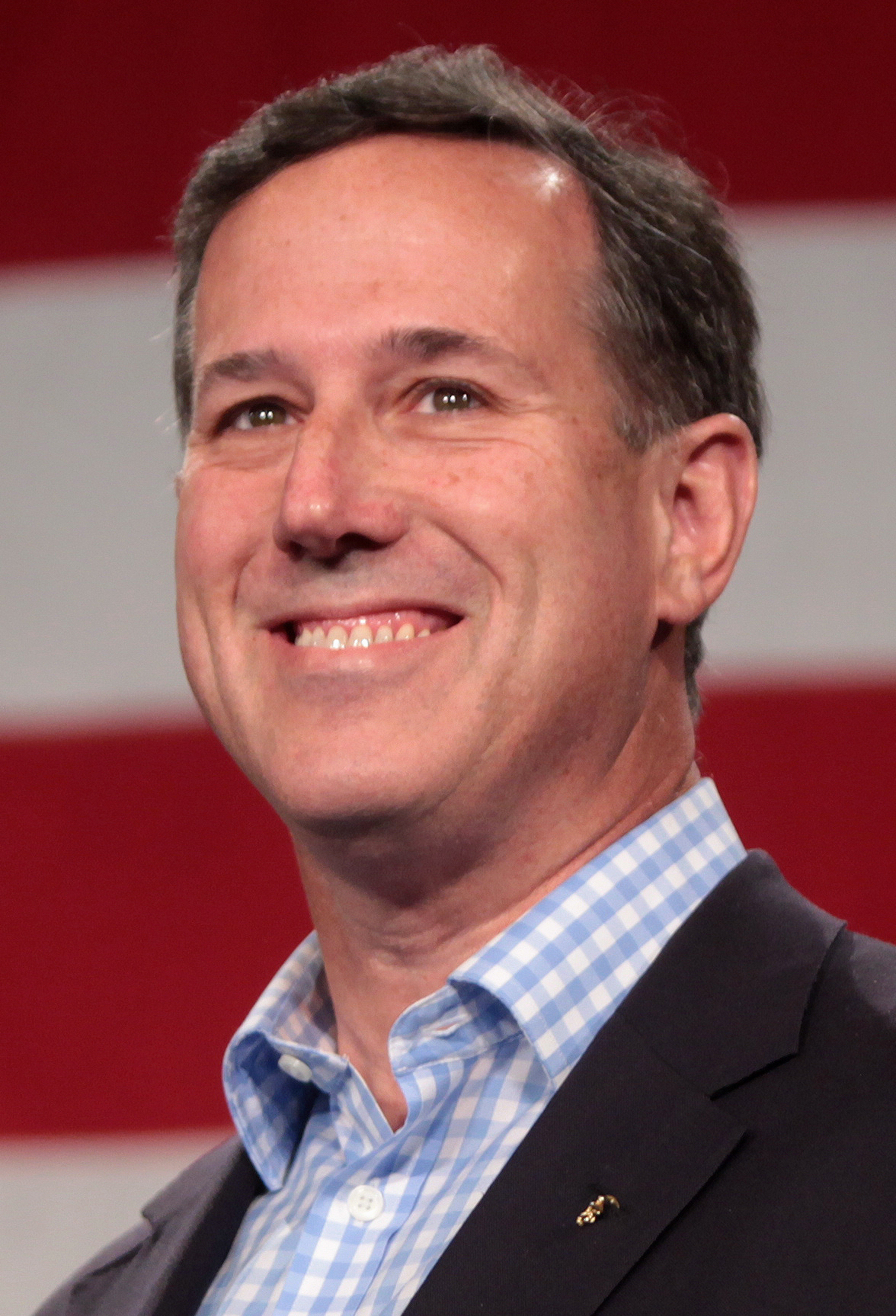
Rick Santorum
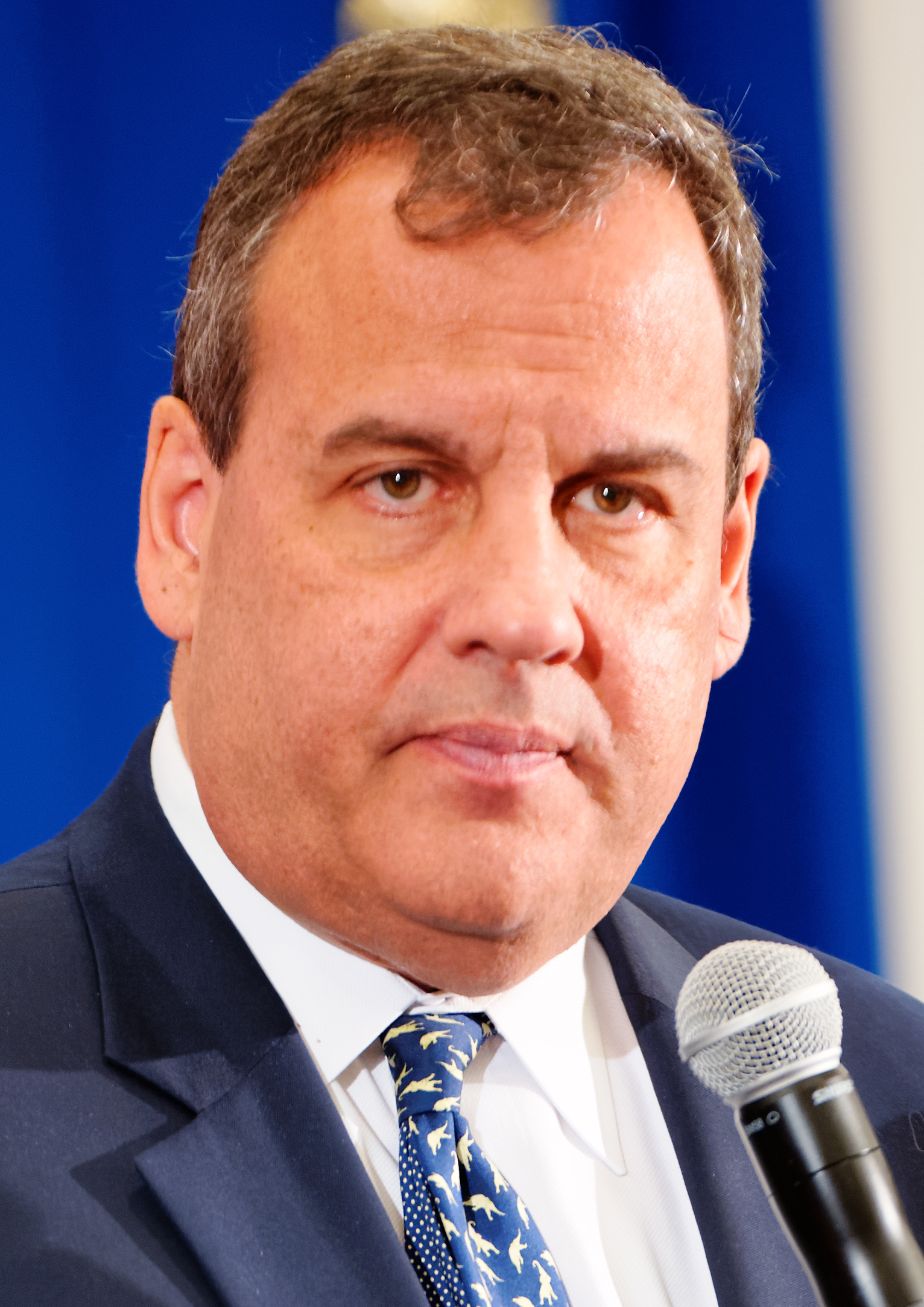
Chris Christie
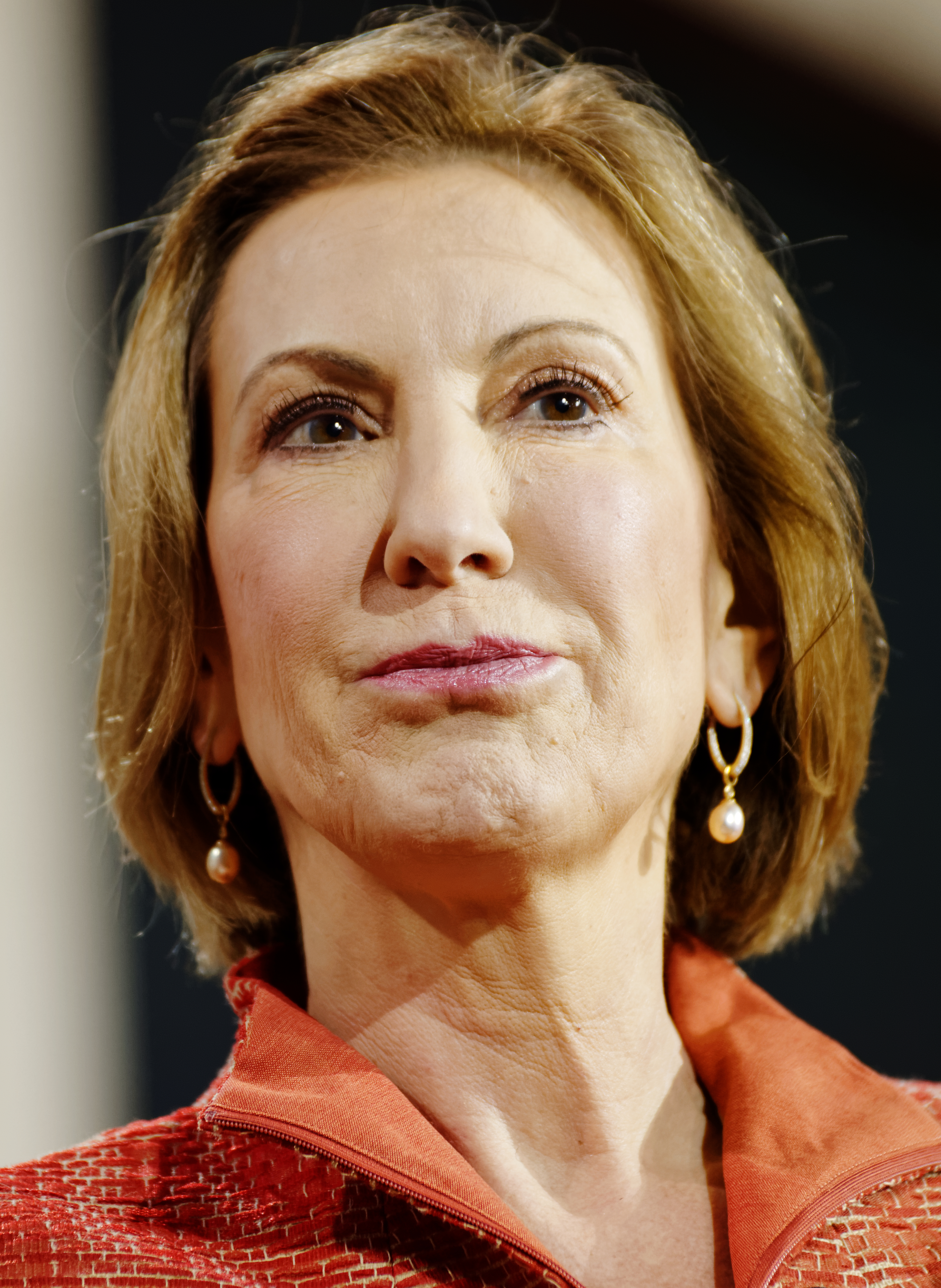
Carly Fiorina
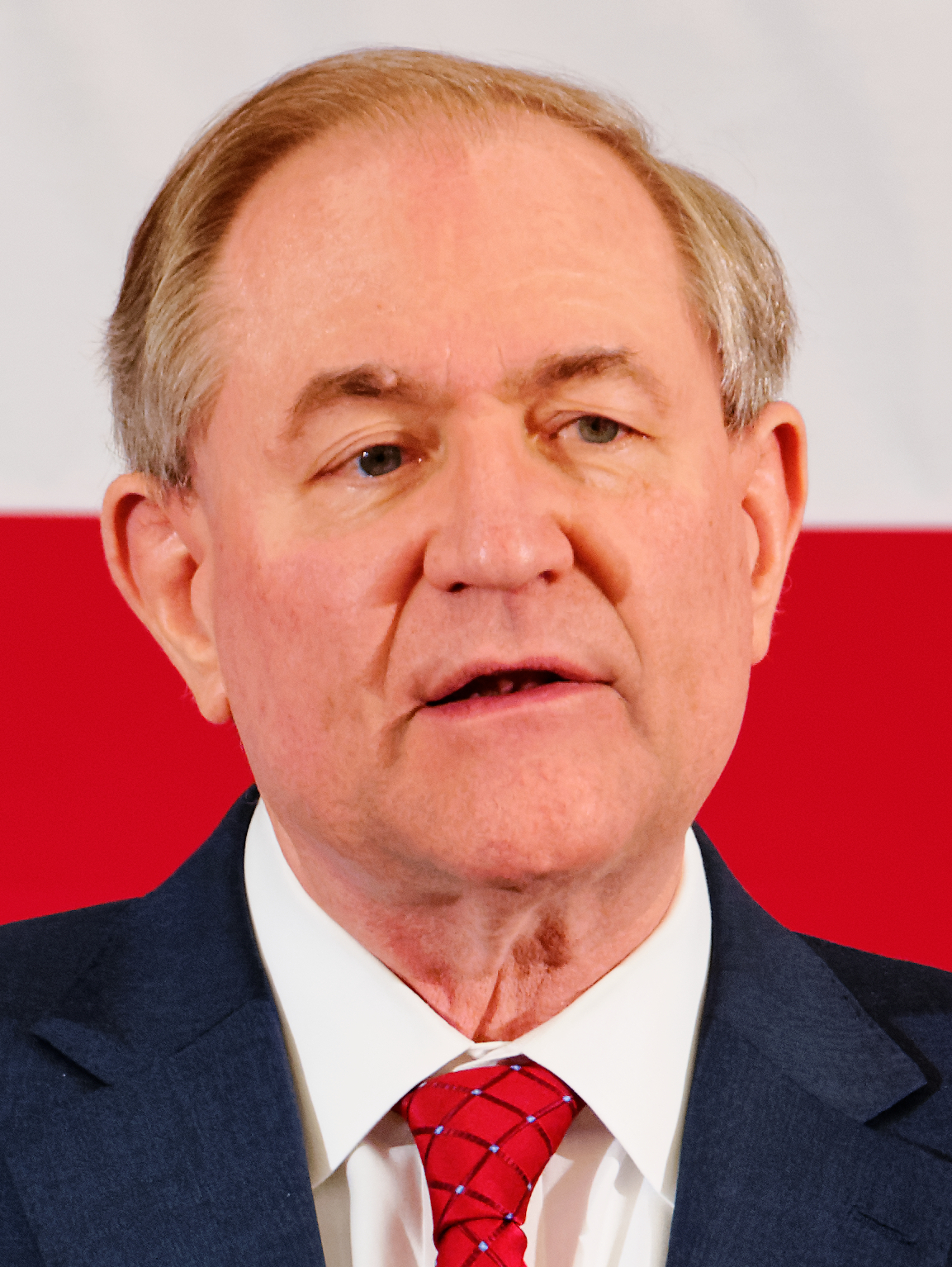
Jim Gilmore
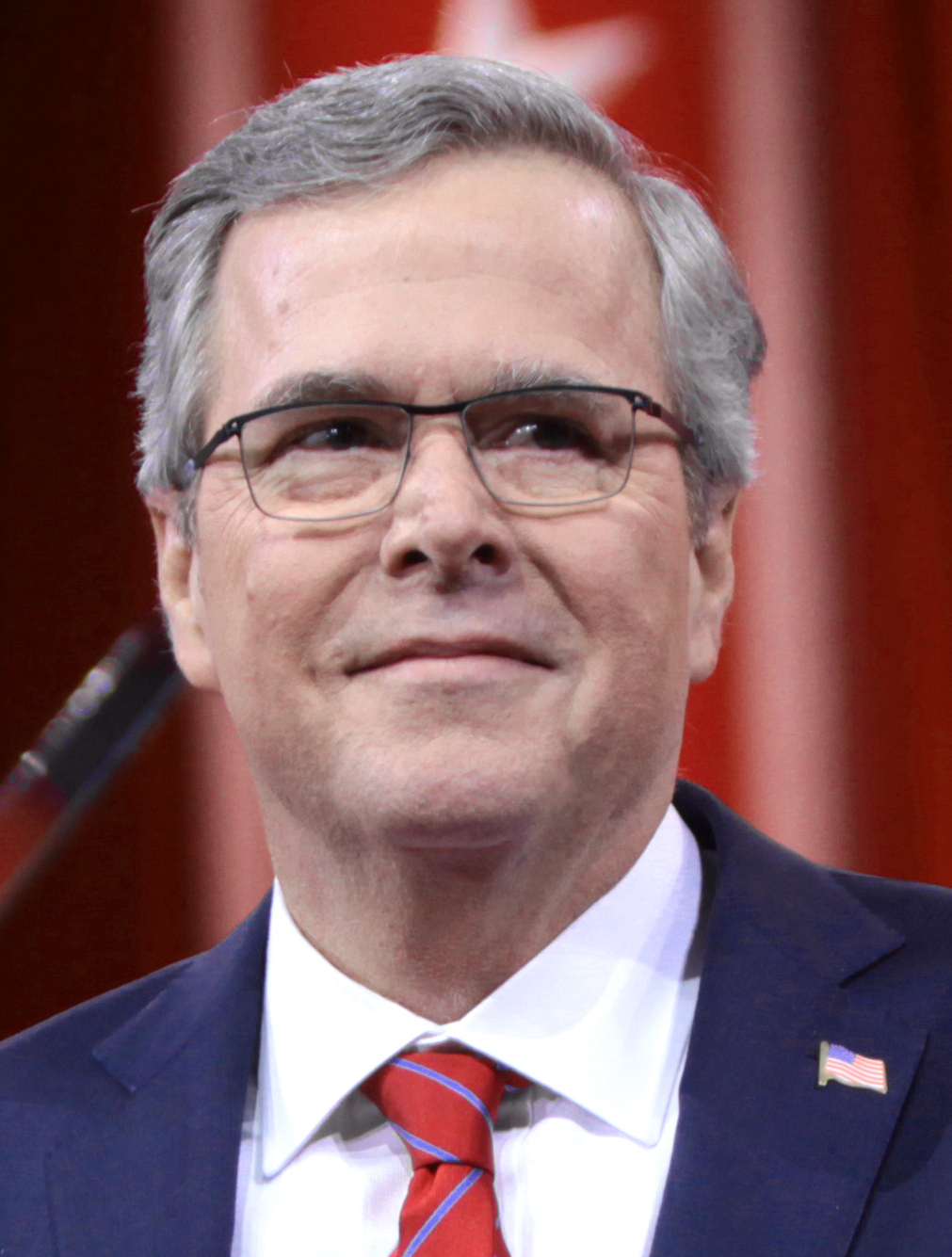
Jeb Bush
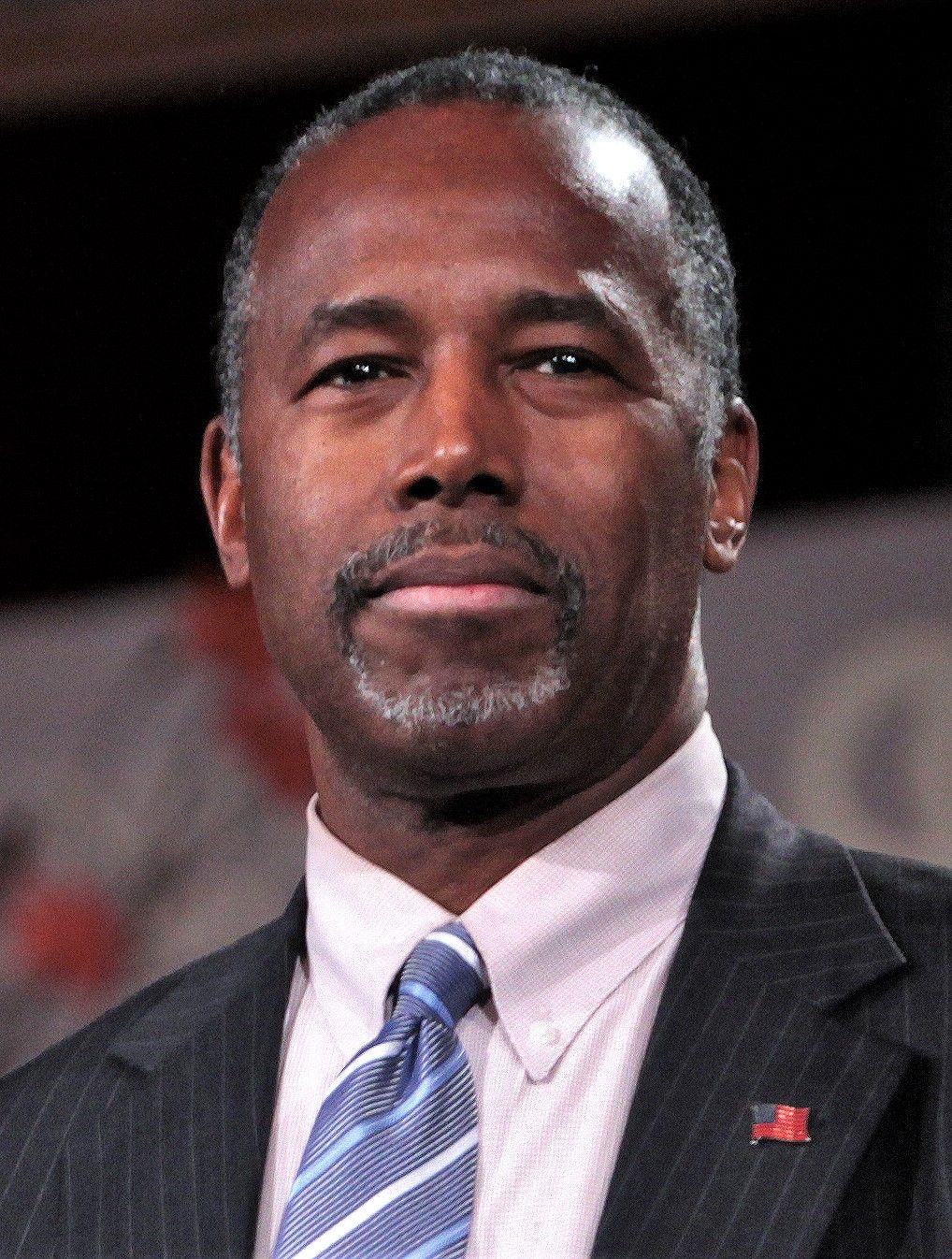
Ben Carson
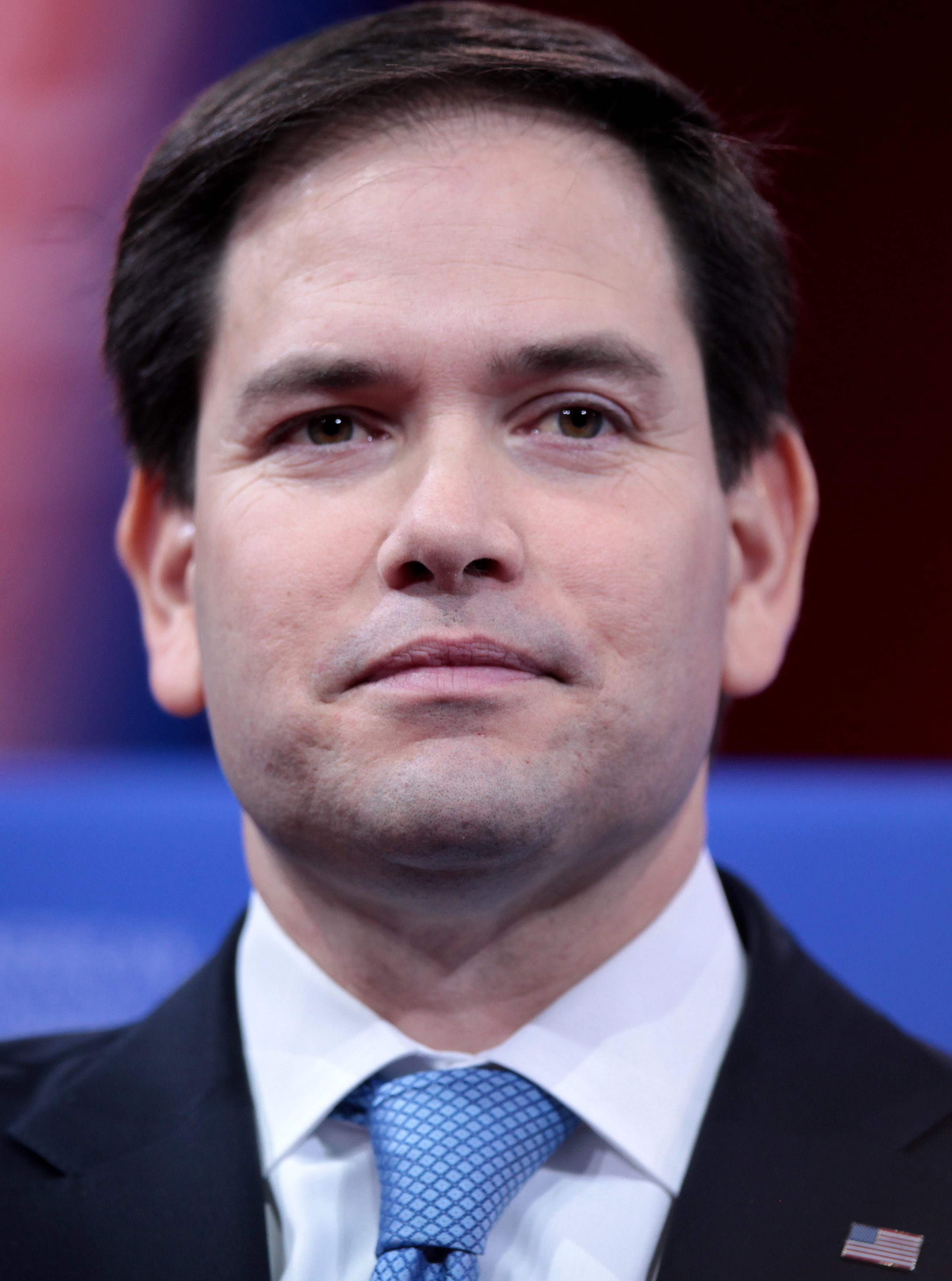
Marco Rubio
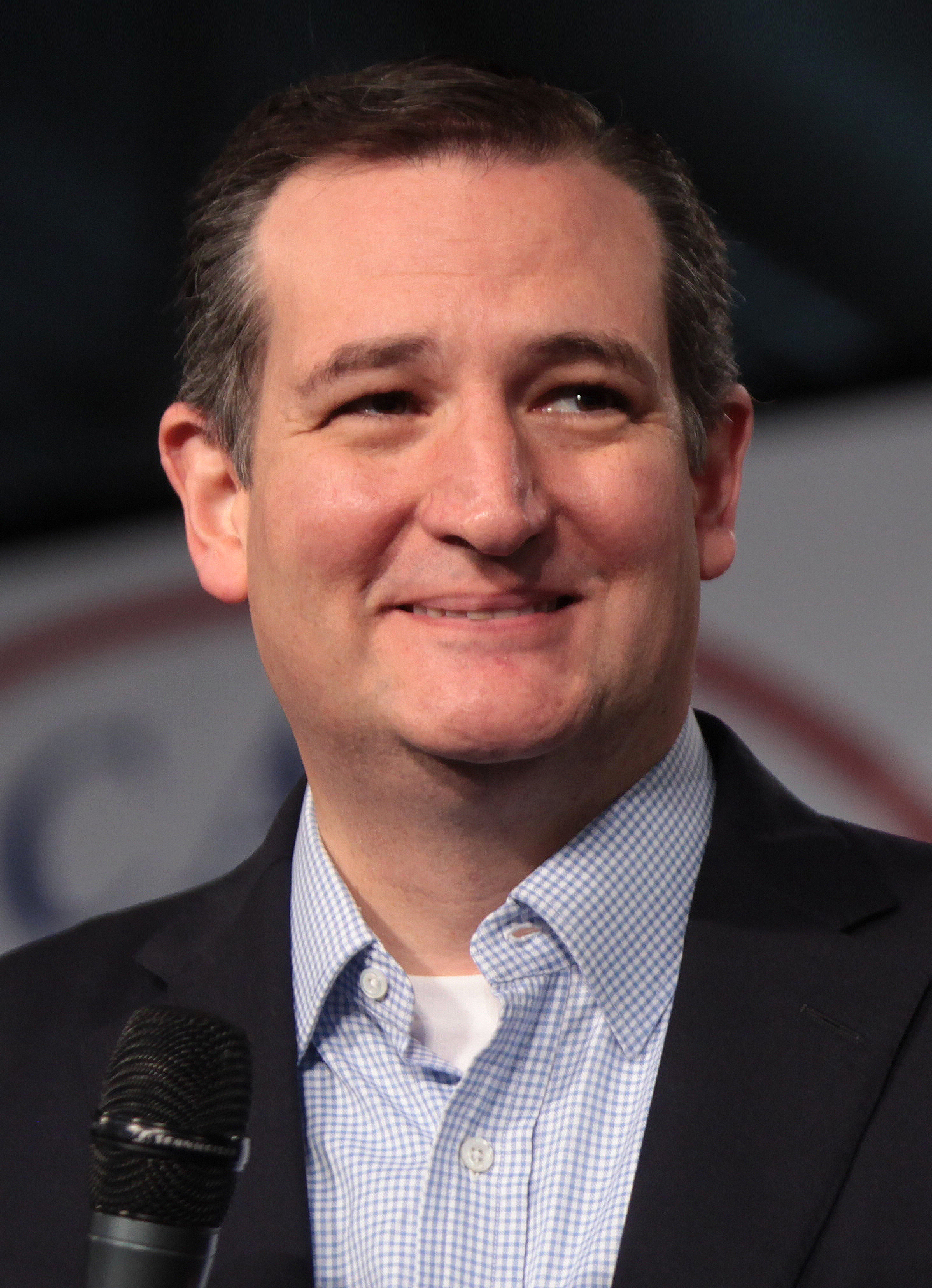
Ted Cruz
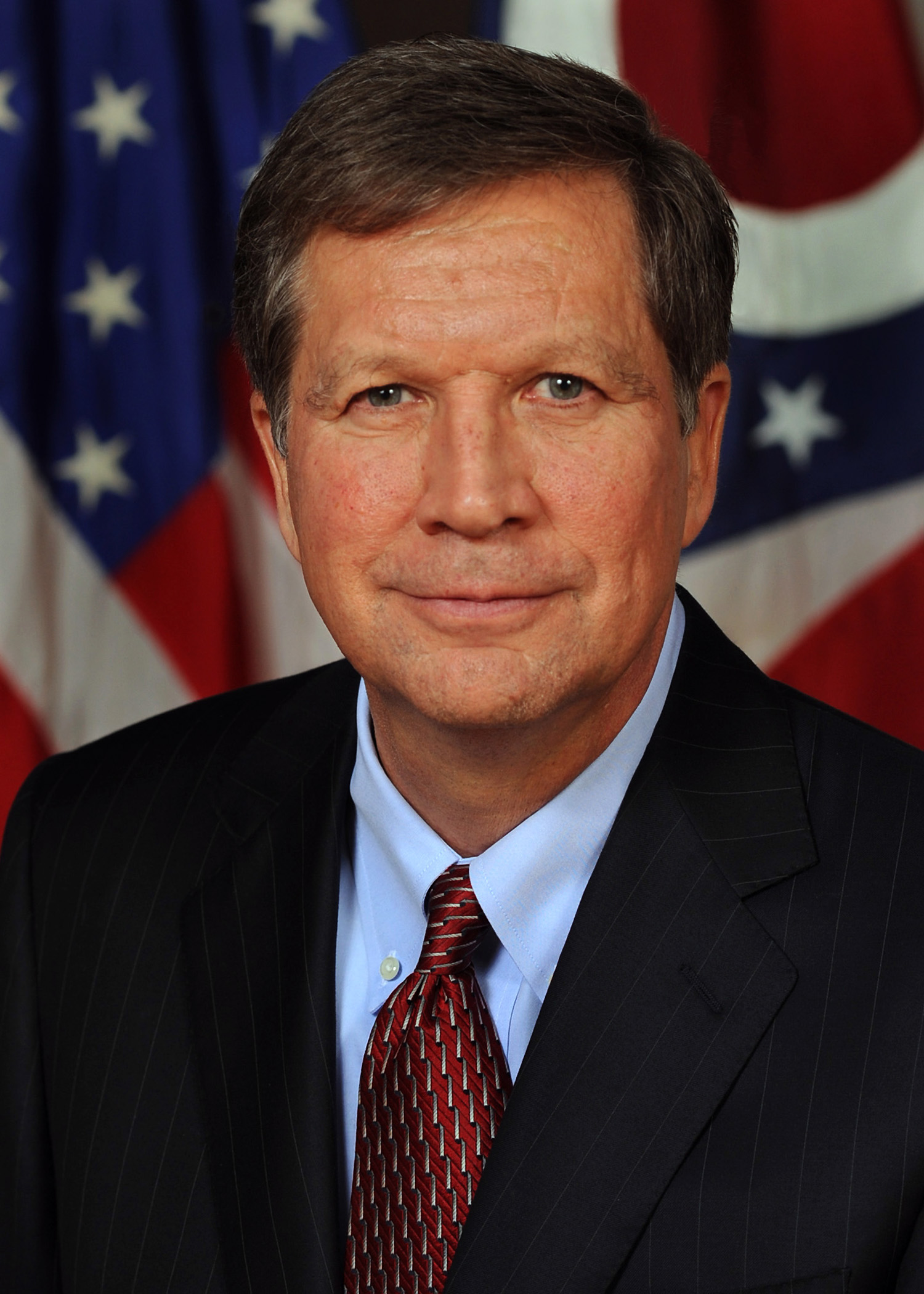
John Kasich

- Rick Perry, ehemaliger Gouverneur von Texas (Kampagne am 11. September 2015 eingestellt)[25][26]
- Scott Walker, Gouverneur von Wisconsin (Kampagne am 21. September 2015 eingestellt)[27]
- Bobby Jindal, Gouverneur von Louisiana und ehemaliger Kongressabgeordneter (Kampagne am 17. November 2015 eingestellt)[28][29]
- Lindsey Graham, Senator und ehemaliger Kongressabgeordneter aus South Carolina (Kampagne am 21. Dezember 2015 eingestellt)[30]
- George Pataki, ehemaliger Gouverneur von New York[31] (Kampagne am 29. Dezember 2015 eingestellt)[32]
- Mike Huckabee, ehemaliger Gouverneur von Arkansas[33] (Kampagne am 1. Februar 2016 eingestellt)[34]
- Rand Paul, Senator für Kentucky[35] (Kampagne am 3. Februar 2016 eingestellt)[36]
- Rick Santorum, ehemaliger Senator und Kongressabgeordneter aus Pennsylvania[37] (Kampagne am 3. Februar 2016 eingestellt)[38]
- Chris Christie, Gouverneur von New Jersey[39][40] (Kampagne am 10. Februar 2016 eingestellt)
- Carly Fiorina, Managerin, ehemalige Vorstandsvorsitzende von Hewlett-Packard und Kandidatin für den US-Senat 2010 in Kalifornien[41] (Kampagne am 10. Februar 2016 eingestellt)[42][43]
- Jim Gilmore, ehemaliger Gouverneur von Virginia und Kandidat für den US-Senat 2008[44] (Kampagne am 12. Februar 2016 eingestellt)[45]
- Jeb Bush, ehemaliger Gouverneur von Florida, Sohn des ehemaligen Präsidenten George H. W. Bush und Bruder von Ex-Präsident George W. Bush[46] (Kampagne am 20. Februar 2016 eingestellt)[47]
- Ben Carson, pensionierter Neurochirurg[48][49] (Kampagne am 4. März 2016 eingestellt)[50]
- Marco Rubio, Senator für Florida und ehemaliger Sprecher des Repräsentantenhauses in Florida[51] (Kampagne am 15. März 2016 eingestellt)[52]
- Ted Cruz, Senator für Texas[53] (Kampagne am 4. Mai 2016 eingestellt)
- John Kasich, Gouverneur von Ohio und ehemaliger Kongressabgeordneter[54] (Kampagne am 4. Mai 2016 eingestellt)

Staaten/Gebiete gewonnen in den Vorwahlen der Republikaner:
Donald Trump
Ted Cruz
Marco Rubio
John Kasich
überwiegend unentschlossen oder keine verbindliche Vorwahl

Bei den Republikanern wurden drei US-Senatoren, die in der ersten Jahreshälfte 2015 ihre Kandidatur erklärten, gute Chancen eingeräumt, dem Texaner Ted Cruz, dem Senator für Kentucky Rand Paul sowie dem Senator für Florida Marco Rubio. Alle drei Kandidaten stehen der Tea-Party-Bewegung nahe. Während Cruz bei den Evangelikalen Rückhalt hat und Paul bei den Libertären, hat Rubio die Unterstützung der Neocons. Von ihnen war zuletzt bis Anfang Mai 2016 Ted Cruz im Rennen.
Mitt Romney, der gescheiterte Präsidentschaftskandidat von 2012, schloss lange Zeit eine weitere Kandidatur nicht aus, doch Anfang 2015 gab er bekannt, sich nicht noch mal um das Amt bewerben zu wollen. Wie Romney schloss auch John McCain, der 2008 die Wahl verloren hatte, ein erneutes Antreten aus. McCain äußerte im November 2014, Jeb Bush, Lindsey Graham und Marco Rubio seien mögliche gute Bewerber.
Bis zum Herbst 2015 war der republikanische Vorwahlkampf vor allem von einer Stimmung gegen das sogenannte „Parteiestablishment“ geprägt. Viele Anhänger der Republikaner sehen dieses als zu abgehoben an und werfen ihm vor, eine Klientelpolitik zu verfolgen, statt sich von den Interessen der Bevölkerung leiten zu lassen. Vormalige Favoriten um die Spitzenkandidatur der Partei wie Jeb Bush oder Chris Christie mussten in zahlreichen Meinungsumfragen erhebliche Verluste hinnehmen.
Seit Ende Juli 2015 dominierte Donald Trump in fast sämtlichen nationalen und bundesstaatlichen Umfragen das Bewerberfeld. Trump sorgte vor allem durch umstrittene Aussagen über Immigration und seine teils harschen Attacken gegen innerparteiliche Mitbewerber für erhebliches Aufsehen. Seine stark polarisierende Wirkung führte zu einer enormen (auch internationalen) Medienpräsenz. Auch hob sich Trump vom übrigen Bewerberkreis durch die Tatsache ab, dass er seinen Wahlkampf überwiegend aus eigenen Mitteln finanzierte. In diesem Zusammenhang warf er seinen Konkurrenten wie Jeb Bush vor, eine „Marionette“ seiner Geldgeber zu sein. Neben Bush erhielten die Senatoren Ted Cruz und Marco Rubio in den Umfragen Zuspruch. Bis Oktober 2015 rangierte Bush konstant hinter Trump und konnte in einzelnen Bundesstaaten leichte Vorsprünge erzielen. Trumps Dominanz im Wahlkampf wurde nach Bekanntgabe seiner Kandidatur sowohl von Medien als auch hochrangigen Republikanern kaum für möglich gehalten. Ab Oktober 2015 hielten einige politische Beobachter eine Nominierung Trumps für gut möglich. Trump spreche Menschen mit unterschiedlichsten Werthaltungen und aus allen sozialen Schichten an, weil er „ihre Sprache spreche“ und als „Anti-Politiker“ das unpopuläre politische Establishment angreife. Er positioniere sich – ähnlich wie Ende der 1960er-Jahre Richard Nixon – als Kandidat einer „schweigenden Mehrheit“ (silent majority).
In den Bundesstaaten, in denen ab Anfang Februar 2016 Abstimmungen über die republikanische Nominierung abgehalten wurden, setzte sich überwiegend Donald Trump durch, mit dem seit Mitte März nur noch zwei Kandidaten, der texanische Senator Ted Cruz und der Gouverneur Ohios John Kasich, konkurrierten. Cruz gelang es, neben allen Delegierten seines Heimatbundesstaats eine Reihe eher konservativ geprägter Bundesstaaten zu gewinnen, während Kasich am 15. März sämtliche Delegierte Ohios gewann. Trotz der deutlichen Führung Trumps war es insofern denkbar, dass er bis zum Nominierungsparteitag keine absolute Mehrheit der Delegierten erreichen und damit der Kandidat erst im Lauf dieser Versammlung („brokered convention“) gefunden würde.
Nachdem Donald Trump am 19. April 2016 mit mehr als 60 % der Stimmen in seinem Heimatstaat New York gewann, baute er seinen Vorsprung an Delegierten so weit aus, dass es nur noch ihm möglich war, die absolute Mehrheit der Delegierten vor dem Parteitag auf sich zu vereinen. Die Nominierung eines anderen Kandidaten wäre damit nur noch in dem Fall möglich gewesen, wenn auch Trump die absolute Mehrheit an Delegierten verfehlt hätte. Dafür wäre auf dem Parteitag ein zweiter Wahlgang nötig gewesen, in dem die meisten Delegierten nicht mehr an das Vorwahlergebnis gebunden wären. Nachdem Trump am 3. Mai 2016 die Vorwahl in Indiana klar für sich entschied, zog sich Trumps Hauptkonkurrent Ted Cruz und wenige Stunden später auch John Kasich aus den Vorwahlen zurück, sodass Trump seitdem als faktischer Kandidat der Republikaner gelten konnte. Anschließend siegte Trump in den Vorwahlen der Staaten Nebraska, West Virginia, Oregon und Washington. Als zusätzlich noch einige der ungebundenen Kandidaten ihre Stimme Trump versicherten, konstatierte Associated Press am 26. Mai 2016, dass Trump die Stimmen von mehr als 1237 Delegierten erreicht habe und somit der Kandidat der Republikaner für die Präsidentschaftswahl sein werde.
Am 15. Juli 2016 wählte Trump den Gouverneur von Indiana, Mike Pence, als Kandidaten für das Amt des Vizepräsidenten („Running Mate“) aus. In den Medien wurden zuvor auch der ehemalige Sprecher des Repräsentantenhauses Newt Gingrich, New Jerseys Gouverneur Chris Christie und der pensionierte General Michael T. Flynn genannt. Alle drei spielten beratende Rollen in Trumps Kampagne und wurden im Falle eines Wahlsieges als Teil einer Trump-Regierung gehandelt. Pence hatte sich zuvor bei der am 3. Mai stattfindenden republikanischen Vorwahl in seinem Staat positiv zu Trump geäußert, jedoch erklärt, er werde für dessen Kontrahenten Ted Cruz stimmen. Nachdem Trump sich jedoch überraschend klar durchsetzte und in der Konsequenz als Kandidat der Partei feststand, erklärte der Gouverneur seine Unterstützung für Trump im eigentlichen Wahlkampf. Nach Medienangaben spielten Trumps Kinder Don junior, Ivanka und Eric eine zentrale Rolle in der Auswahl des Vizekandidaten. Im Wahlkampf sollte Pence vor allem die mangelnde politische Erfahrung Trumps kompensieren; so war er vor seiner Zeit als Gouverneur (seit 2013) bereits zwölf Jahre Abgeordneter im Repräsentantenhaus. Aus dieser Zeit verfügt er auch über gute Beziehung zu wichtigen Funktionären und Funktionsträgern der Republikaner. Auch soll Pence durch seine als ruhig und sachlich beschriebene Persönlichkeit Trumps extrovertiertes Auftreten ausgleichen sowie evangelikale Wähler ansprechen, die Trump skeptisch gegenüber stehen, aber einen wichtigen Teil der republikanischen Wählerschaft bilden.
Donald Trump wurde am 19. Juli 2016 auf dem Parteitag der Republikaner in Cleveland zum Präsidentschaftskandidaten gewählt. Sein stärkster Konkurrent in den Vorwahlen, Ted Cruz, verweigerte ihm auf dem Parteitag die Unterstützung. Ein Versuch von Delegierten, die Abstimmungsregeln zu ändern, um die Wahl Trumps zu verhindern, scheiterte. Trump ist der erste Kandidat einer großen politischen Partei seit Dwight D. Eisenhower im Jahr 1952, der nie ein politisches Amt bekleidete. Auch ist er seit dem Juristen und Geschäftsmann Wendell Willkie im Jahr 1940 der erste Bewerber, der weder ein politisches Mandat noch einen hohen militärischen Rang innehatte.
Zahlreiche namhafte Republikaner zweifelten an der Eignung Trumps zum Präsidenten. Innerhalb des konservativen politischen Lagers gab es Überlegungen, im Fall eines Sieges des Außenseiters Donald Trump einen parteiunabhängigen dritten Kandidaten für die allgemeine Wahl im November aufzustellen. Auch über das Antreten einer bisher nicht kandidierenden Parteigröße beim Nominierungsparteitag wurde spekuliert und besonders häufig der Sprecher des Repräsentantenhauses Paul Ryan genannt, der solche Pläne zwar dementierte, aber nicht in der Absolutheit, wie es in der amerikanischen Medienlandschaft verlangt wird. Am 8. August 2016 gab dann der Republikaner Evan McMullin seine Kandidatur als unabhängiger Kandidat bekannt.

### Libertäre Partei
Siehe auch: Libertarian Party

Abstimmungsmöglichkeiten für die Wahlmänner der Libertären Partei
Auf dem Stimmzettel

Auf ihrem Parteitag in Orlando (Florida) wählte die Libertäre Partei am 29. Mai 2016 den früheren republikanischen Gouverneur von New Mexico, Gary E. Johnson, zu ihrem Kandidaten bei der anstehenden Präsidentschaftswahl. Johnson war schon bei der vorherigen Wahl Spitzenkandidat gewesen und hatte knapp 1 % der landesweiten Stimmen erhalten. In landesweiten Umfragen erreichte er im Mai Werte um 10 %. Dies wurde auf die relative Unbeliebtheit der wahrscheinlichen Kandidaten Donald Trump und Hillary Clinton zurückgeführt. Zum Kandidaten für das Vizepräsidentenamt wurde der ehemalige republikanische Gouverneur von Massachusetts, Bill Weld, gewählt. Sowohl Johnson als auch Weld hatten als Republikaner dem moderaten Flügel ihrer ehemaligen Partei angehört und vertraten vor allem in gesellschaftspolitischen Fragen eher liberale Positionen. Die Libertarian Party war bei den Präsidentschaftswahlen 2016 die einzige dritte Partei, die in allen Bundesstaaten der Vereinigten Staaten sowie in Washington, D.C. wählbar war. Deshalb und wegen der relativ guten Umfragewerte Johnsons forderte dieser, an den TV-Debatten teilnehmen zu dürfen. Dies galt allerdings als unrealistisch, da Johnsons Umfragewerte unterhalb von 15 % lagen; der Untergrenze für eine Zulassung. Nach einem negativen Bescheid reichte er am 1. September gemeinsam mit der Kandidatin der Green Party, Jill Stein, erfolglos Berufung ein.
Als Kandidaten gewählt
- Für das Amt des Präsidenten: Gary E. Johnson, ehemaliger (republikanischer) Gouverneur von New Mexico
- Für das Amt des Vizepräsidenten: Bill Weld, ehemaliger (republikanischer) Gouverneur von Massachusetts

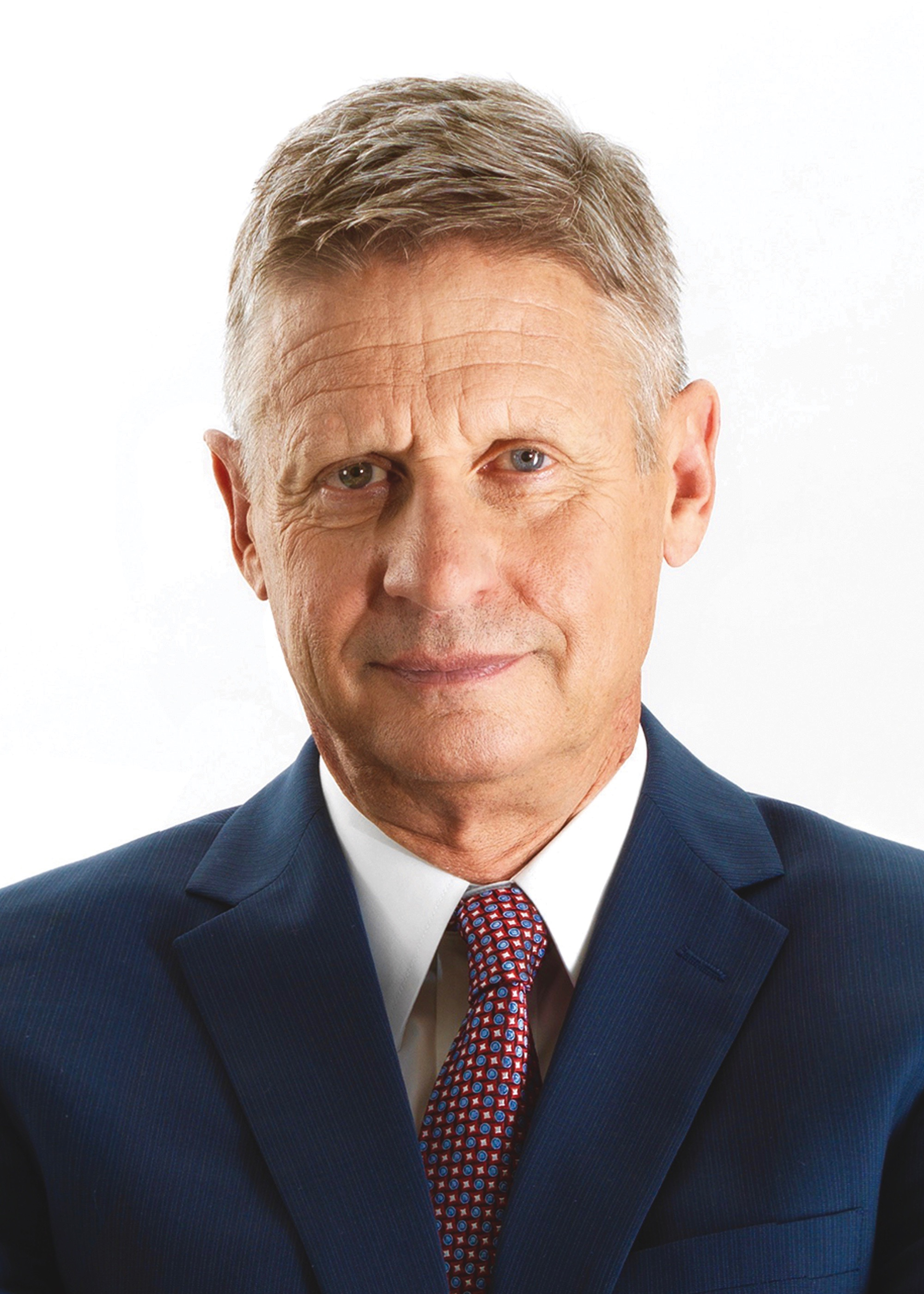
Gary E. Johnson
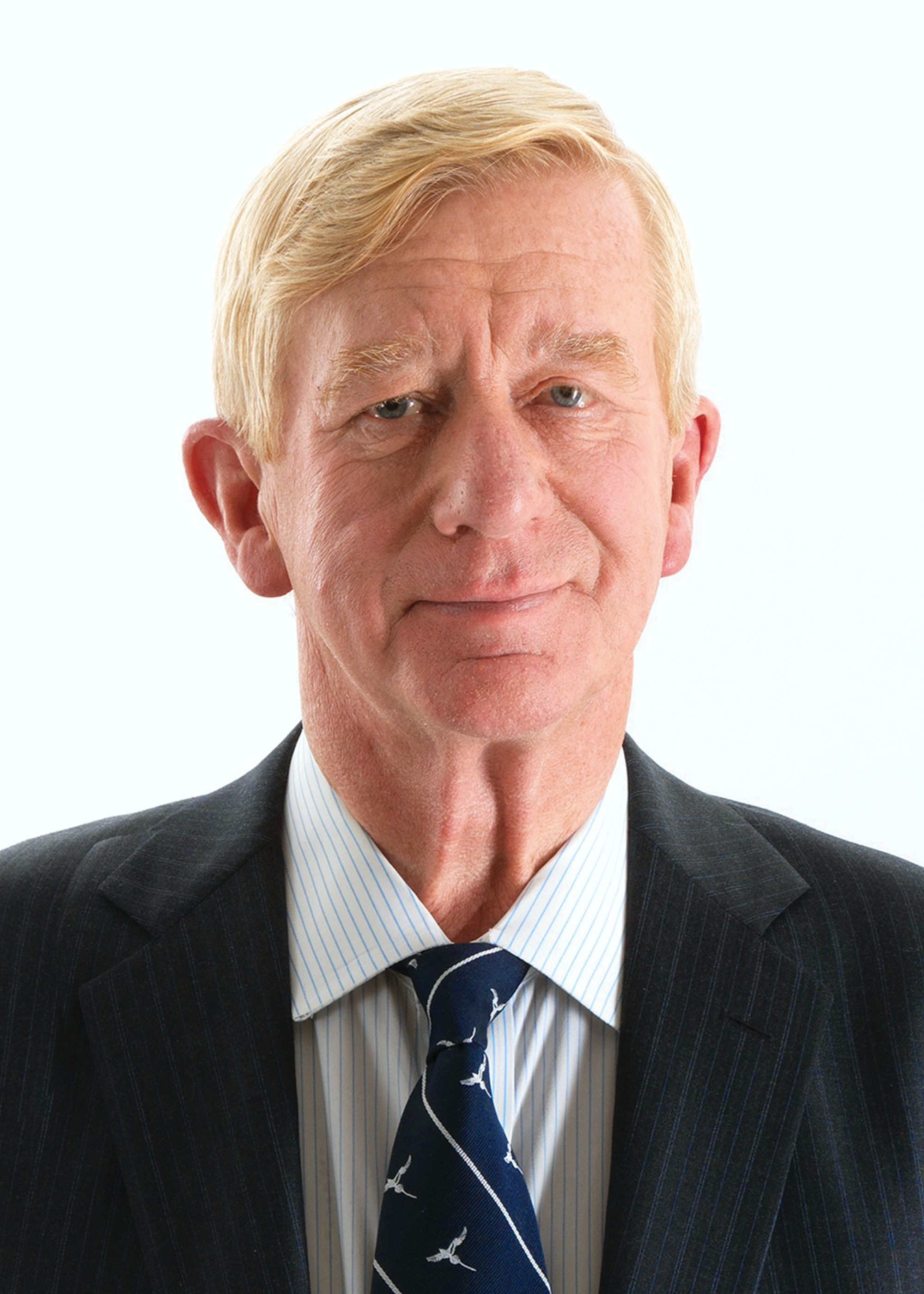
Bill Weld

### Grüne Partei

Abstimmungsmöglichkeiten für die Wahlmänner der Grünen Partei
Auf dem Stimmzettel
Nicht auf Stimmzettel, handschriftlicher Eintrag möglich
Nicht auf Stimmzettel

Siehe auch: Green Party (Vereinigte Staaten)
- Für das Amt der Präsidentin: Jill Stein, Ärztin und Kandidatin ihrer Grünen Partei zur Wahl 2012[74]
- Für das Amt des Vizepräsidenten: Ajamu Baraka, politischer Aktivist

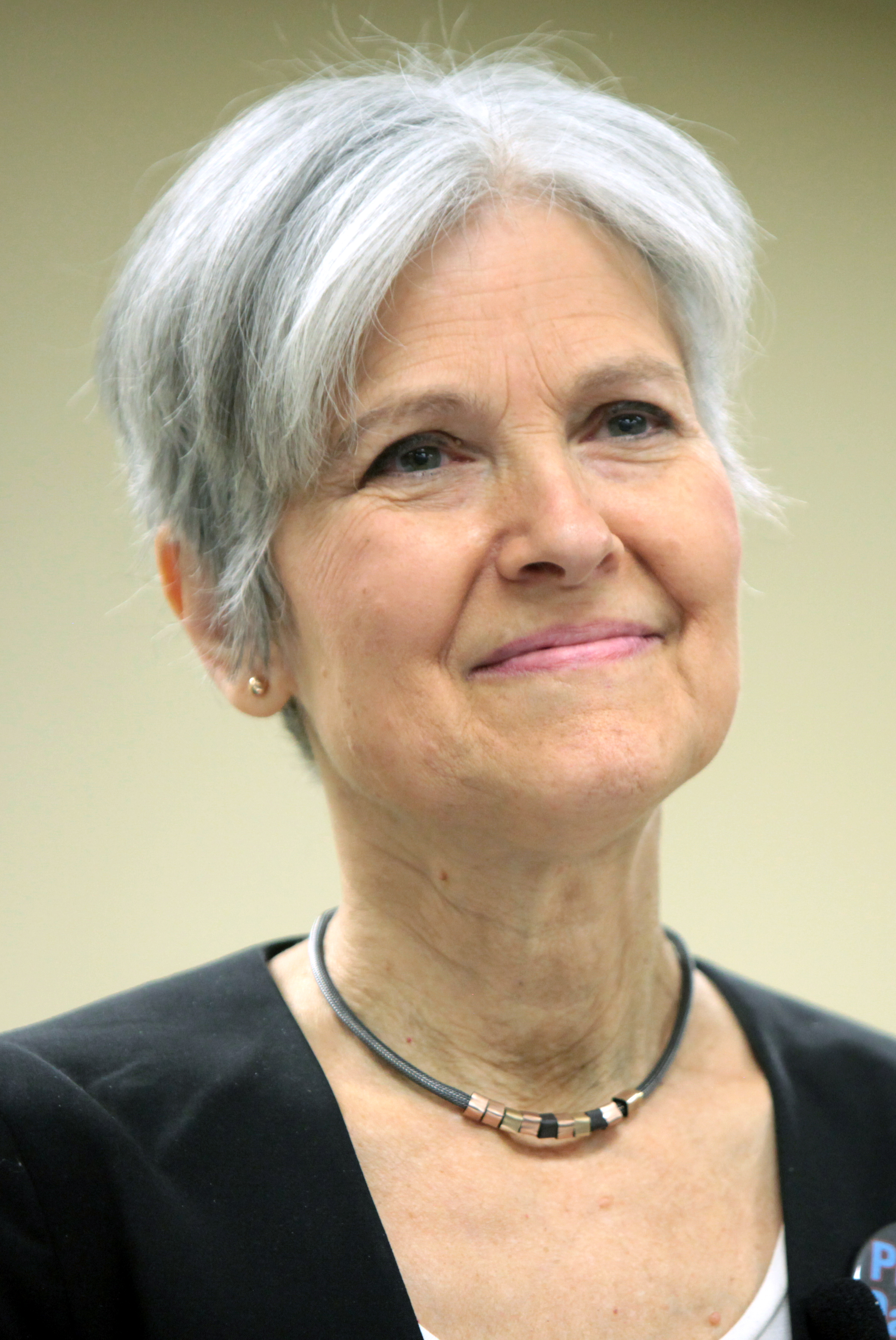
Jill Stein
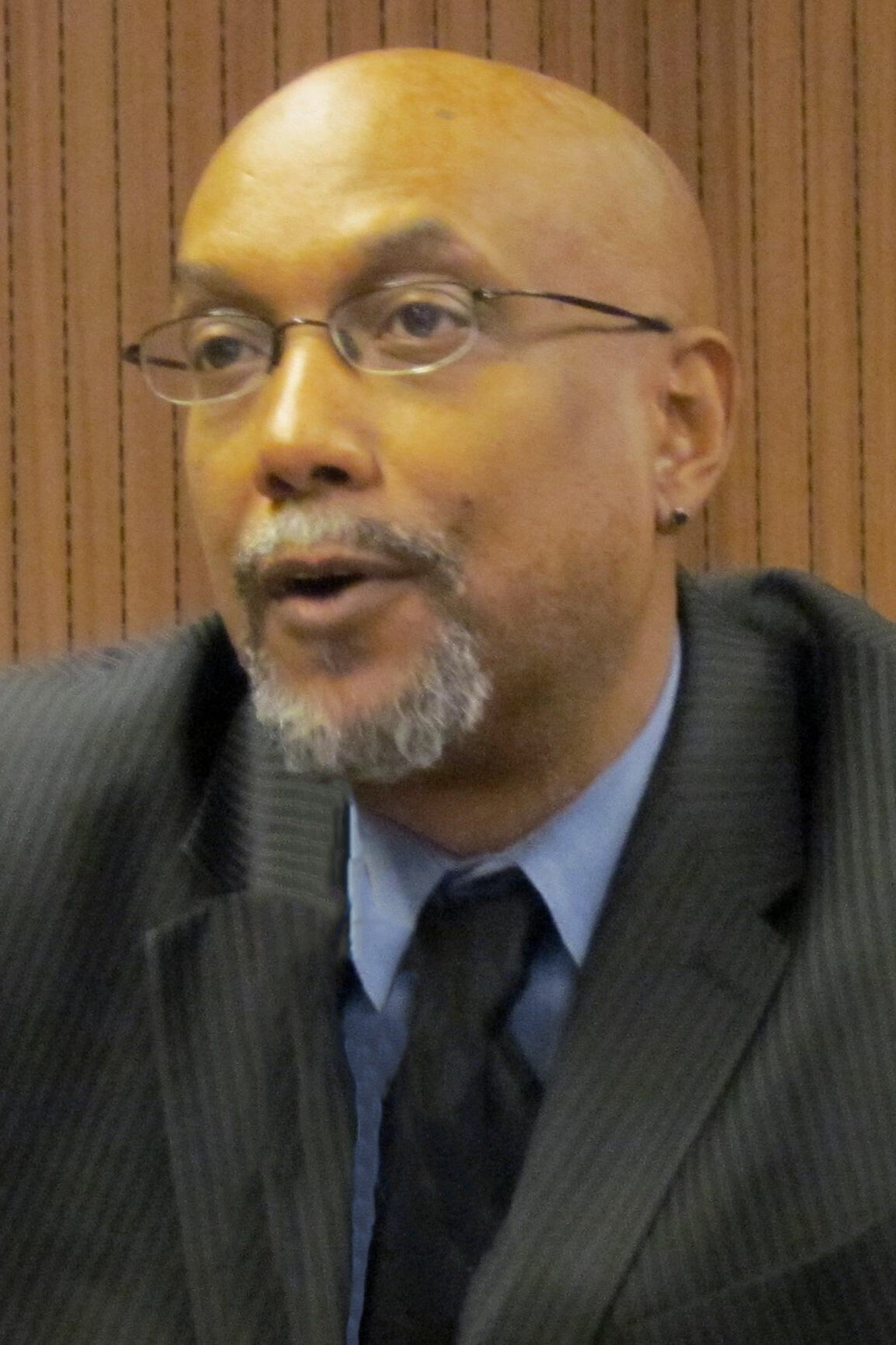
Ajamu Baraka

### Constitution Party
Siehe auch: Constitution Party

Abstimmungsmöglichkeiten für die Wahlmänner der Constitution Party
Auf dem Stimmzettel
Nicht auf Stimmzettel, handschriftlicher Eintrag möglich
Nicht auf Stimmzettel

- Für das Amt des Präsidenten: Darrell Castle, Anwalt aus Memphis
- Für das Amt des Vizepräsidenten: Scott Bradley, Geschäftsmann aus Utah

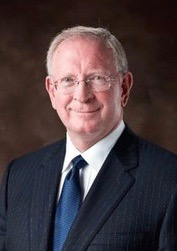
Darrell Castle

### Unabhängiger Evan McMullin

Abstimmungsmöglichkeiten für Evan McMullin
Auf dem Stimmzettel
Nicht auf Stimmzettel, handschriftlicher Eintrag möglich
Nicht auf Stimmzettel

Am 8. August 2016 erklärte der Republikaner Evan McMullin, als unabhängiger Kandidat anzutreten, wobei er in Arkansas und New Mexico für „Better for America“, in Minnesota für die Independence Party of Minnesota und in South Carolina für die South Carolina Independence Party kandidierte. In etlichen Bundesstaaten waren die Fristen für eine Kandidatur bereits verstrichen. Evan McMullin plante, trotzdem in allen 50 Staaten wählbar zu sein. Dies wollte er dadurch erreichen, dass ihn entweder andere Parteien nominierten, er sich einklagte oder die Wählenden ihn unter handschriftlicher Hinzufügung seines Namens („Write-in“) wählten. McMullin hatte Zugang zu 84 Stimmen im Electoral College, zusätzlich konnte er durch Write-ins auf 245 weitere Stimmen kommen. Am 6. Oktober verkündete McMullin Mindy Finn, eine frühere „Beraterin für Digitale Strategie“ des Republican National Committee sowie des National Republican Senatorial Committee als seine Kandidatin für die Vizepräsidentschaft.
Für den Wahlprozess selbst war jedoch Nathan Johnson der Kandidat für die Vizepräsidentschaft, ein Freund McMullins: Dieser erfüllte lediglich eine Platzhalterfunktion, weil in vielen Staaten eine Kandidatur nur gültig ist, wenn sie frühzeitig eine Nominierung für die Vizepräsidentschaft enthält. Für den Fall seiner Wahl kündigte Johnson an, sein Amt nicht anzunehmen und es Mindy Finn zu überlassen.

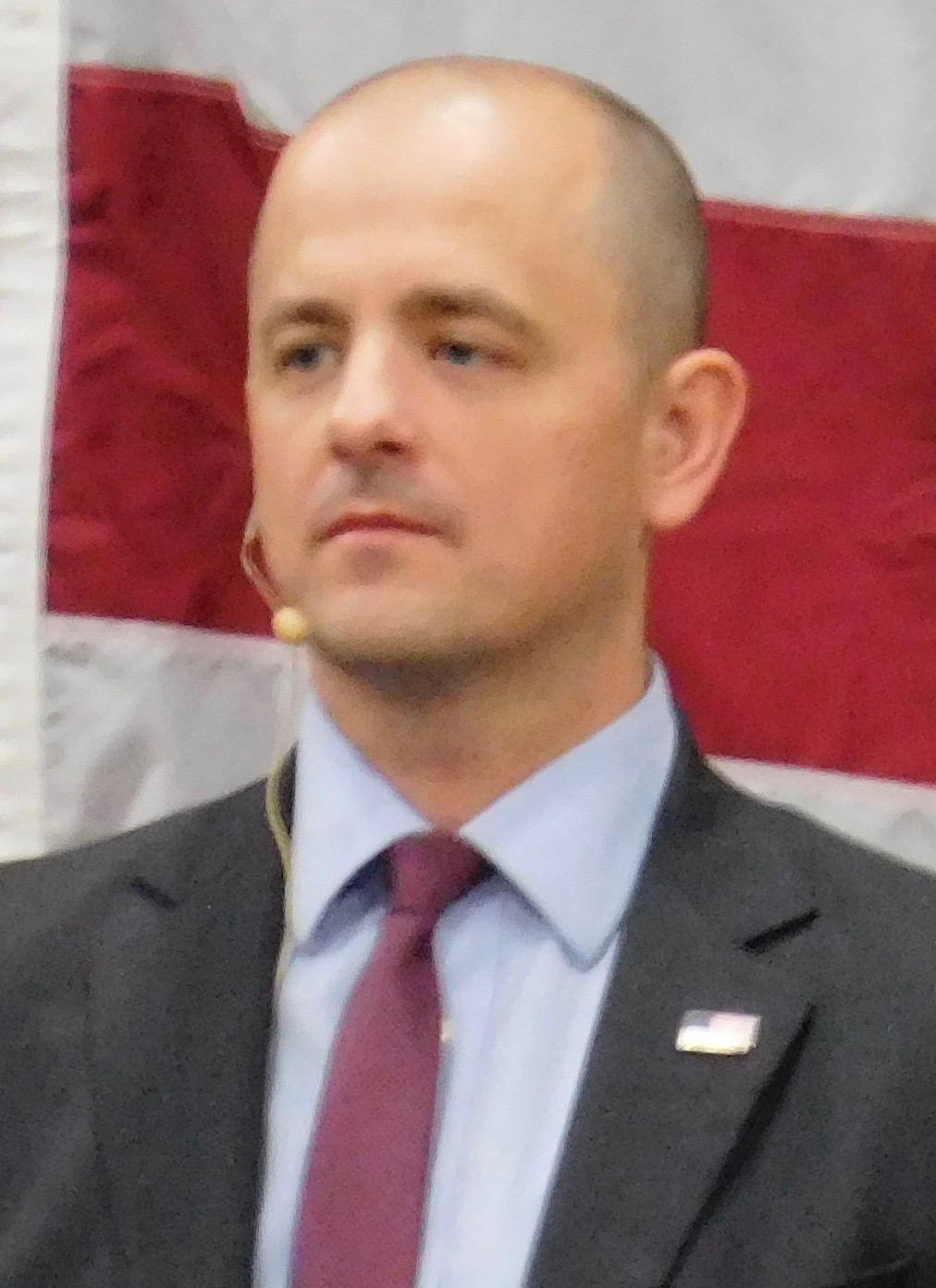
Evan McMullin
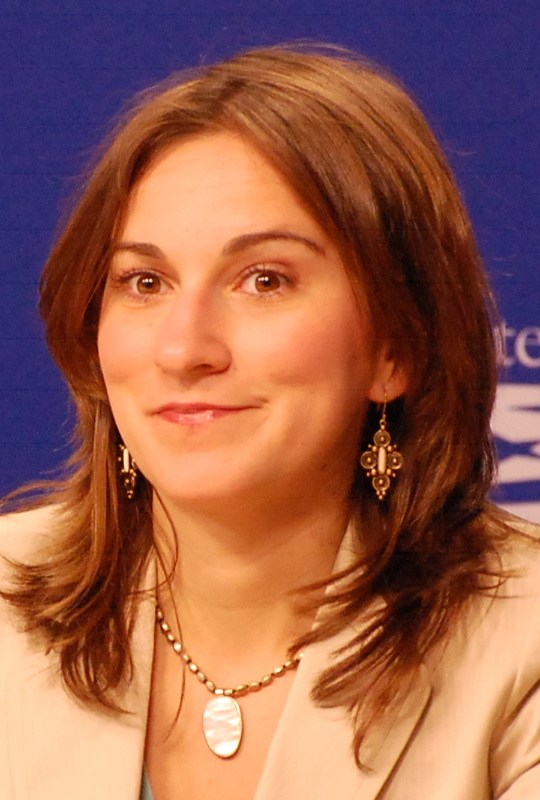
Mindy Finn

## Soziale Medien, Fake News und Störmanöver durch Hacker
Trump engagierte im Sommer 2016 dieselbe Agentur, die auch Brexit-Befürworter beauftragt hatten. Diese hatten das EU-Mitgliedschaftsreferendum am 23. Juni 2016 überraschend gewonnen. Das Unternehmen Cambridge Analytica (damaliger CEO Alexander James Ashburner Nix, Vorstand Steve Bannon, nach der Wahl zum Chefberater Trumps ernannt) arbeitet mit Methoden der Psychometrik, einem Ableger der Psychologie, der sich mit Erhebung, Auswertung, Anwendung und Zuordnung sowie dem Direktmarketing und dem Verkauf hauptsächlich im Internet gewonnener persönlicher Daten beschäftigt (siehe Big Data und Psychografie).
Cambridge Analytica behauptete Ende 2016, es habe auf Big Five (Psychologie) (OCEAN-Modell) basierende Persönlichkeitsprofile von 220 Mio. Erwachsenen in den USA.
Soziale Medien wie Twitter und Facebook sowie „social bots“ sind grundsätzlich in der Lage, auch in Wahlkämpfen stattfindende Diskussionen zu beeinflussen und neue Themen in Umlauf zu bringen. Im Wahlkampf um die US-Präsidentschaft wurden Social Media und zugehörige Automatisierungstechniken wie Text-Roboter und Bots vielfach verwendet und deren mögliche ausländische Herkunft und Einflussnahme diskutiert. Donald Trumps Umgang mit Internetmedien, den er als langjährige Medienpersönlichkeit perfektioniert hat, galt 2016 als besonders fortgeschritten. Trump hatte bereits zu Beginn seiner Kandidatur einen höheren Bekanntheitsgrad als alle seine republikanischen Konkurrenten zusammen. Am Tage seiner Kandidatur hatte er 3 Millionen Follower auf Twitter, im Dezember 2015 5 Millionen und im Sommer 2016 7,5 Millionen. Hillary Clinton hatte 5,9 Millionen Follower, Bernie Sanders 1,9 Millionen und John Kasich, der letzte verbleibende interne Gegenkandidat, 289.000.
Am MIT wurde ein Twitterbot programmiert, der typische Trumptweets imitieren soll.
Twitter konnte nach eigenen Angaben mehr als 50.000 aus Russland gesteuerte Bots ausfindig machen, die während des US-Präsidentschaftswahlkampfs 2016 versucht hatten, die öffentliche Meinung zu manipulieren.
Etwa 20 % der Beiträge auf Twitter während des Wahlkampfs wurden vermutlich von social bots erzeugt. Von den Kandidaten hat sich insbesondere Trump während des Wahlkampfs über seinen Twitter-Account persönlich geäußert. Einige seiner Tweets stießen nicht nur im Lager seiner Gegnerin Clinton auf Kritik.
Insbesondere beim Phänomen der frei erfundenen Nachrichtenmeldungen, sogenannter „Fake News“, die oft von Privatpersonen erstellt und durch die internen Prozesse von Facebook an weite Teile der Nutzerschaft weitergeleitet wurden, wurde ein Einfluss auf Wahlentscheidungen befürchtet.
Besondere Bedeutung erlangte auch der mutmaßliche Eingriff russischer Hacker in den Wahlkampf, die zu der Veröffentlichung von vertraulichen Daten und Unterlagen des demokratischen Wahlstabes zugunsten von Trump geführt hatte. WikiLeaks veröffentlichte im Oktober 2016 in mehreren Schüben Dokumente aus dem E-Mail-Account des Wahlkampfleiters der Kandidatin Hillary Clinton, John Podesta. Amerikanische Sicherheitskreise verdächtigten Hacker im Dienst Russlands, die Daten gestohlen zu haben. Die Veröffentlichung durch WikiLeaks am 11. Oktober, genau in einem Moment, als auch Clintons Gegenkandidat Donald Trump in der Öffentlichkeit unter starken Druck geriet, wurde von Clintons Team als Versuch der Beeinflussung der Wahl im Auftrag des russischen Präsidenten interpretiert. Putin wies jegliche Verwicklung Russlands in die Attacken zurück. Die Washington Post erläuterte jedoch, wie Trump aus den „verzerrten“ (pulled) Informationen der russischen Sputnik zitiert haben könnte, ohne diese zu hinterfragen. Julian Assange wies in mehreren Stellungnahmen die Vorwürfe einer Zusammenarbeit mit Russland zurück. Er brachte auch die Sperrung seines Internetzugangs in seinem Londoner Botschaftsasyl am 15. Oktober 2016 mit kurz zuvor veröffentlichten Transkripten von drei lukrativ bezahlten Vorträgen Clintons vor Vertretern der Investmentbank Goldman Sachs in Verbindung.
Im Mai 2017 ermächtigte der zuständige Vize-Präsident des US-Justizministeriums Rod Rosenstein den früheren FBI-Direktor Robert Mueller mit einer Sonderermittlung zur Beeinflussung des Wahlkampfs in den Vereinigten Staaten 2016, nachdem das FBI bereits im Juni 2016 Ermittlungen zu dem Komplex aufgenommen hatte. Mueller erhob im Februar 2018 Anklage gegen 13 russische Staatsbürger und Organisationen wegen Verschwörung zur Beeinflussung der Wahl. Den Beschuldigten werden der Aufbau einer komplexen Organisationsstruktur in Russland zur Vorbereitung und Durchführung der Beeinflussung sowie der Aufbau einer Serverstruktur in den USA zur Verschleierung der russischen IP-Adressen vorgeworfen. Anschließend seien sie mit zahlreichen falschen Identitäten in sozialen Netzwerken als engagierte Amerikaner aufgetreten, um die öffentliche Meinung in Swing States der USA zu beeinflussen.

## Sprachverwendung im Wahlkampf
Der Sprachstil der Kandidaten wurde mehrfach wissenschaftlich analysiert. Rein bezogen auf den Flesch-Kincaid-Lesbarkeitsindex hatten bei den Republikanern Trump und der zweitplatzierte John Kasich die einfachste Grammatik. Der demokratische Bewerber Bernie Sanders erschien in der Leseverständlichkeit deutlich komplexer. Bei Sanders war ein Unterschied zwischen einfacher Grammatik und einem durchaus gehobenem Vokabular besonders auffällig.
Der spätere Wahlsieger Trump benutzte bei öffentlichen Auftritten zumeist kurze, klar strukturierte Sätze und häufig den Imperativ, wie bei seinem Slogan Make America Great Again. Die Wörter hatten wenige Silben. Seine Wahlkampfreden verwendeten eine extrem einfache Grammatik, die nach entsprechenden Indizes auch Elfjährige verstehen. Das Vokabular war nur wenig schwieriger. Trump benutzte zudem einen deutlich femininer konnotierten Sprachstil als alle seine Konkurrenten und die demokratische Gegenkandidatin.

### Verschwörungstheorien, Provokationen und Punchlines
Bereits die parteiinternen Vorwahlkämpfe galten als extrem konfrontativ. Trump verwendete regelmäßig provokative Äußerungen. Er ließ verschiedene Verschwörungstheorien und Außenseiterthesen anklingen und erregte so konstante Aufmerksamkeit. Trump spielte unter anderem auf Gerüchte an, Rafael Cruz, Vater seines Konkurrenten Ted Cruz, sei in die Ermordung Präsident Kennedys verwickelt gewesen. Cruz versuchte im Gegenzug, Trump als für religiöse und konservative Wähler zu links und in der Vergangenheit zu unzuverlässig darzustellen. Trump hatte bereits zu Beginn seiner Kandidatur mehr Follower in den sozialen Medien als alle seine (parteiinternen) Gegenkandidaten zusammen. Er hatte im Show- und Celebrityumfeld seit Jahrzehnten Erfahrung und entsprechende Vernetzung und wurde bevorzugt zitiert und besprochen. Er setzte sich bewusst von der im Politikbetrieb gebräuchlichen Rhetorik ab. Seine meist kurzen Sätze waren eher wie Punchlines strukturiert, indem die wichtigsten Worte am Ende folgten. Sie waren auch für die mediale Wiedergabe sehr gut geeignet. Professionelle politische Akteure, darunter auch Clinton, wichen bei kritischen Fragen und Situationen häufig in Abstraktion aus. Unter Druck benutzten sie eher einschränkende Floskeln und verallgemeinernde Begriffe. Trump hingegen blieb konsequent bei der vereinfachten Satzstruktur und signalisierte so auch Distanz vom professionellen Politikbetrieb. Trump neigte dazu, bei Fragen zu Inhalten und Positionen auszuweichen. Er wiederholte Fragen zu genaueren Vorgehensweisen, anstatt sie zu beantworten, und verwies auf Anekdoten, anstatt sich auf Details festzulegen.
Auch Clinton griff zu Verschwörungstheorien, indem sie etwa im Februar 2016 erklärte, es gäbe eine englisch “vast, right-wing conspiracy”, eine „eine riesige rechte Verschwörung“ von Multimilliardären, die das Land kontrollieren und seine Wirtschaft manipulieren wollten, um noch immer reicher zu werden. Ähnliches hatte sie bereits 1998 behauptet. Auch ihre Hinweise auf russische Einflussnahmen, mit denen sie Trump als Spielfigur einer ausländischen Macht hinstellte, wurden als Verschwörungstheorie gedeutet.

### Genderspezifischer Sprachstil
Trump benutzt nach einer linguistischen Untersuchung einen deutlich femininer konnotierten Sprachstil als alle seine Konkurrenten, auch als Hillary Clinton. Als eher feminin gilt ein Sprachstil, der eher soziale und emotionale Aspekte anspricht, expressiv und dynamisch ist und dies über den stärkeren Gebrauch von Hilfsverben und weiteren entsprechenden Markern umsetzt. Als grundlegendes Dilemma Clintons beschreibt die Untersuchung, an sie werde der Anspruch gestellt, sich maskuliner zu geben, um für eine Führungsrolle in Betracht zu kommen. Clinton verfiel insbesondere in kritischen Zeiten ihrer Karriere in genderspezifisch unterschiedlich verstandene Ausdrucksweisen. Die männlichen Kandidaten könnten demgegenüber Vorteile erzielen, wenn sie einen als eher feminin empfundenen Sprachstil verwenden.
Trumps Sprachstil wurde nach einer vergleichenden computerlinguistischen Studie femininer eingeschätzt als der Hillary Clintons. Clinton lag nach der Untersuchung etwa im Durchschnitt, sie sprach femininer als George W. Bush, aber männlicher als Barack Obama. Donald Trumps feminine Sprache fiel insoweit auch auf, als der Unterschied in der gemessenen Feminität zwischen Trump und dem zweiten, Ben Carson, ähnlich groß ist wie der Unterschied zwischen Carson und dem männlichsten Kandidaten Jim Webb, der als früherer Republikaner in der Vorwahl der Demokraten angetreten war. Ted Cruz war der letztplatzierte und so sprachlich männlichste Republikaner. Die nach Cruz platzierten Kandidaten Dennis Kucinich, Martin O'Malley und Jim Webb sind allesamt Demokraten.

## Wahlergebnis

Wahlergebnis nach County

### Amtliches landesweites Wahlergebnis
Am 8. November 2016 wurde in allgemeiner Wahl, durch die jeweiligen Wahlberechtigten der 50 Bundesstaaten sowie Washington D.C.s das Wahlleutekollegium zur Wahl des 45. Präsidenten der Vereinigten Staaten von Amerika ermittelt. Gemäß der ursprünglichen Festlegung der Wahlmänner, erhielt das republikanische Ticket (Trump/Pence) im Electoral College 306 Abstimmungszusagen und das demokratische Ticket (Clinton/Kaine) 232 Abstimmungszusagen.
Entgegen dem am 8. November 2016 ermittelten Stimmenverhältnis des Wahlleutekollegiums gab es am 19. Dezember 2016, bei der Präsidentenwahl durch eben jenes Gremium, sieben vom Wählervotum abweichende Stimmabgaben, durch sog. „treulose“ Wahlleute (faithless electors).
Schätzungen zufolge lag die Wahlbeteiligung am 8. November 2016 bei 60,2 %.
| Kandidat Vize                       | Partei | Partei            | Heimatstaat               | Wählerstimmen („Popular Vote“) | Wählerstimmen („Popular Vote“) | Wahlmännerstimmen („Electoral Vote“) | Wahlmännerstimmen („Electoral Vote“) |
| Kandidat Vize                       | Partei | Partei            | Heimatstaat               | Absolut                        | %                              | Laut Wahlergebnis                    | Tatsächliche Stimmabgabe             |
| ----------------------------------- | ------ | ----------------- | ------------------------- | ------------------------------ | ------------------------------ | ------------------------------------ | ------------------------------------ |
| Donald Trump Mike Pence             |        | Republikaner      | New York Indiana          | 62.984.828                     | 46,09 %                        | 306                                  | 304                                  |
| Hillary Clinton Tim Kaine           |        | Demokraten        | New York Virginia         | 65.853.514                     | 48,18 %                        | 232                                  | 227                                  |
| Gary Johnson William Weld           |        | Libertarian Party | New Mexico Massachusetts  | 4.489.341                      | 3,28 %                         | —                                    | —                                    |
| Jill Stein Ajamu Baraka             |        | Green Party       | Massachusetts Illinois    | 1.457.218                      | 1,07 %                         | —                                    | —                                    |
| Evan McMullin Mindy Finn            |        | Unabhängiger      | Utah District of Columbia | 731.991                        | 0,54 %                         | —                                    | —                                    |
| Andere                              | Andere | Andere            | Andere                    | 1.152.384                      | 0,84 %                         | —                                    | 007                                  |
| Gesamt                              | Gesamt | Gesamt            | Gesamt                    | 136.669.276                    | 100 %                          | 538                                  | 538                                  |
| Quelle: Federal Election Commission |        |                   |                           |                                |                                |                                      |                                      |

### Wahlergebnisse nach Bundesstaat

Die Veränderung im Stimmverhalten in den Bundesstaaten im Vergleich mit der Präsidentschaftswahl 2012

Neben den Red States konnte das republikanische Lager Florida und North Carolina, sowie im Rust Belt des Mittleren Westens Michigan und Wisconsin für sich gewinnen. Die Demokraten gewannen die Wahlmänner der Swing States Virginia, Colorado und Nevada. Die meisten Staaten wählten republikanischer als bei der Präsidentschaftswahl 2012.
In Klammern ist die Zahl der Wahlleute angegeben, die auch tatsächlich für den entsprechenden Kandidaten stimmten.
| Bundesstaat | Bundesstaat             | Hillary Clinton Demokraten | Hillary Clinton Demokraten | Hillary Clinton Demokraten | Donald Trump Republikaner | Donald Trump Republikaner | Donald Trump Republikaner | Andere Kandidaten | Andere Kandidaten | Stimmen gesamt | Vorsprung | Vorsprung | Q.      |
| Bundesstaat | Bundesstaat             | Stimmen                    | %                          | Wahlleute                  | Stimmen                   | %                         | Wahlleute                 | Stimmen           | %                 | Stimmen gesamt | Stimmen   | %         | Q.      |
| ----------- | ----------------------- | -------------------------- | -------------------------- | -------------------------- | ------------------------- | ------------------------- | ------------------------- | ----------------- | ----------------- | -------------- | --------- | --------- | ------- |
|             | Alabama                 | 729.547                    | 34,4                       | –                          | 1.318.255                 | 62,1                      | 9                         | 75.570            | 3,6               | 2.123.372      | 588.708   | 27,7      | [ 110 ] |
|             | Alaska                  | 116.454                    | 36,6                       | –                          | 163.387                   | 51,3                      | 3                         | 38.767            | 12,2              | 318.608        | 46.933    | 14,7      | [ 111 ] |
|             | Arizona                 | 1.161.167                  | 45,1                       | –                          | 1.252.401                 | 48,7                      | 11                        | 159.597           | 6,2               | 2.573.165      | 91.234    | 3,5       | [ 112 ] |
|             | Arkansas                | 380.484                    | 33,7                       | –                          | 684.872                   | 60,6                      | 6                         | 65.269            | 5,8               | 1.130.625      | 304.388   | 26,9      | [ 113 ] |
|             | Colorado                | 1.338.870                  | 48,2                       | 9                          | 1.202.484                 | 43,3                      | –                         | 238.893           | 8,6               | 2.780.247      | 136.386   | 4,9       | [ 114 ] |
|             | Connecticut             | 897.524                    | 54,6                       | 7                          | 673.197                   | 40,9                      | –                         | 74.139            | 4,5               | 1.644.860      | 224.327   | 13,6      | [ 115 ] |
|             | Delaware                | 235.603                    | 53,3                       | 3                          | 185.127                   | 41,8                      | –                         | 21.677            | 4,9               | 442.407        | 50.476    | 11,4      | [ 116 ] |
|             | District of Columbia    | 282.830                    | 84,9                       | 3                          | 12.723                    | 3,8                       | –                         | 37.392            | 11,2              | 332.945        | 270.107   | 81,1      | [ 117 ] |
|             | Florida                 | 4.504.975                  | 47,8                       | –                          | 4.617.886                 | 49,0                      | 29                        | 297.178           | 3,2               | 9.420.039      | 112.911   | 1,2       | [ 118 ] |
|             | Georgia                 | 1.877.963                  | 45,9                       | –                          | 2.089.104                 | 51,0                      | 16                        | 125.306           | 3,1               | 4.092.373      | 211.141   | 5,2       | [ 119 ] |
|             | Hawaii                  | 266.891                    | 62,2                       | (3) 4                      | 128.847                   | 30,0                      | –                         | 33.199            | 7,7               | 428.937        | 138.044   | 32,2      | [ 120 ] |
|             | Idaho                   | 189.765                    | 27,5                       | –                          | 409.055                   | 59,3                      | 4                         | 91.435            | 13,2              | 690.255        | 219.290   | 31,8      | [ 121 ] |
|             | Illinois                | 3.090.729                  | 56,0                       | 20                         | 2.146.015                 | 38,9                      | –                         | 286.398           | 5,2               | 5.523.142      | 944.714   | 17,1      | [ 122 ] |
|             | Indiana                 | 1.039.126                  | 37,9                       | –                          | 1.557.286                 | 56,8                      | 11                        | 144.653           | 5,3               | 2.741.065      | 518.160   | 18,9      | [ 123 ] |
|             | Iowa                    | 653.669                    | 42,2                       | –                          | 800.983                   | 51,7                      | 6                         | 93.633            | 6,0               | 1.548.285      | 147.314   | 9,5       | [ 124 ] |
|             | Kalifornien             | 8.753.788                  | 62,2                       | 55                         | 4.483.810                 | 31,8                      | –                         | 842.815           | 6,0               | 14.080.413     | 4.269.978 | 30,3      | [ 125 ] |
|             | Kansas                  | 427.005                    | 36,3                       | –                          | 671.018                   | 57,0                      | 6                         | 78.912            | 6,7               | 1.176.935      | 244.013   | 20,7      | [ 126 ] |
|             | Kentucky                | 628.854                    | 32,7                       | –                          | 1.202.971                 | 62,5                      | 8                         | 92.324            | 4,8               | 1.924.149      | 574.117   | 29,8      | [ 127 ] |
|             | Louisiana               | 780.154                    | 38,4                       | –                          | 1.178.638                 | 58,1                      | 8                         | 70.240            | 3,5               | 2.029.032      | 398.484   | 19,6      | [ 128 ] |
|             | Maine                   | 357.735                    | 47,8                       | 2                          | 335.593                   | 44,9                      | –                         | 54.599            | 7,3               | 747.927        | 22.142    | 3,0       | [ 129 ] |
|             | Maine (1st District)    | 212.774                    | 54,0                       | 1                          | 154.384                   | 39,2                      | –                         | 27.171            | 6,9               | 394.329        | 58.390    | 14,8      | [ 129 ] |
|             | Maine (2nd District)    | 144.817                    | 41,0                       | –                          | 181.177                   | 51,3                      | 1                         | 27.422            | 7,8               | 353.416        | 36.360    | 10,3      | [ 129 ] |
|             | Maryland                | 1.677.928                  | 61,1                       | 10                         | 943.169                   | 34,3                      | –                         | 127.086           | 4,6               | 2.748.183      | 734.759   | 26,7      | [ 130 ] |
|             | Massachusetts           | 1.995.196                  | 61,0                       | 11                         | 1.090.893                 | 33,3                      | –                         | 185.679           | 5,7               | 3.271.768      | 904.303   | 27,6      | [ 131 ] |
|             | Michigan                | 2.268.839                  | 47,3                       | –                          | 2.279.543                 | 47,5                      | 16                        | 250.902           | 5,2               | 4.799.284      | 10.704    | 0,2       | [ 132 ] |
|             | Minnesota               | 1.367.716                  | 46,9                       | 10                         | 1.322.951                 | 45,3                      | –                         | 227.432           | 7,8               | 2.918.099      | 44.765    | 1,5       | [ 133 ] |
|             | Mississippi             | 485.131                    | 40,1                       | –                          | 700.714                   | 57,9                      | 6                         | 23.512            | 1,9               | 1.209.357      | 215.583   | 17,8      | [ 134 ] |
|             | Missouri                | 1.071.068                  | 38,1                       | –                          | 1.594.511                 | 56,8                      | 6                         | 143.026           | 5,1               | 2.808.605      | 523.443   | 18,6      | [ 135 ] |
|             | Montana                 | 177.709                    | 36,0                       | –                          | 279.240                   | 56,6                      | 3                         | 36.007            | 7,3               | 492.956        | 101.531   | 20,6      | [ 136 ] |
|             | Nebraska                | 284.494                    | 34,4                       | –                          | 495.961                   | 59,9                      | 2                         | 47.721            | 5,8               | 828.176        | 211.467   | 25,5      | [ 137 ] |
|             | Nebraska (1st District) | 100.132                    | 36,3                       | –                          | 158.642                   | 57,4                      | 1                         | 17.407            | 6,3               | 276.181        | 58.510    | 21,2      | [ 137 ] |
|             | Nebraska (2nd District) | 131.030                    | 45,9                       | –                          | 137.564                   | 48,2                      | 1                         | 16.592            | 5,8               | 285.186        | 6.534     | 2,3       | [ 137 ] |
|             | Nebraska (3rd District) | 53.332                     | 20,0                       | –                          | 199.755                   | 74,9                      | 1                         | 13.722            | 5,1               | 266.809        | 146.423   | 54,9      | [ 137 ] |
|             | Nevada                  | 539.260                    | 49,2                       | 6                          | 512.058                   | 46,7                      | –                         | 45.204            | 4,1               | 1.096.522      | 27.202    | 2,5       | [ 138 ] |
|             | New Hampshire           | 348.526                    | 47,6                       | 4                          | 345.790                   | 47,2                      | –                         | 37.951            | 5,2               | 732.267        | 2.736     | 0,4       | [ 139 ] |
|             | New Jersey              | 2.148.278                  | 55,5                       | 14                         | 1.601.933                 | 41,4                      | –                         | 123.835           | 3,2               | 3.874.046      | 546.345   | 14,1      | [ 140 ] |
|             | New Mexico              | 385.234                    | 48,3                       | 5                          | 319.666                   | 40,0                      | –                         | 93.418            | 11,7              | 798.318        | 65.568    | 8,2       | [ 141 ] |
|             | New York                | 4.491.191                  | 59,4                       | 29                         | 2.790.073                 | 36,9                      | –                         | 281.946           | 3,7               | 7.563.210      | 1.701.118 | 22,5      | [ 142 ] |
|             | North Carolina          | 2.189.322                  | 46,6                       | –                          | 2.362.632                 | 50,3                      | 15                        | 142.232           | 3,0               | 4.694.186      | 173.310   | 3,7       | [ 143 ] |
|             | North Dakota            | 93.758                     | 27,2                       | –                          | 216.794                   | 63,0                      | 3                         | 33.808            | 9,8               | 344.360        | 123.036   | 35,7      | [ 144 ] |
|             | Ohio                    | 2.394.164                  | 43,6                       | –                          | 2.841.005                 | 51,7                      | 18                        | 261.318           | 4,8               | 5.496.487      | 446.841   | 8,1       | [ 145 ] |
|             | Oklahoma                | 420.375                    | 28,9                       | –                          | 949.136                   | 65,3                      | 7                         | 83.481            | 5,7               | 1.452.992      | 528.761   | 36,4      | [ 146 ] |
|             | Oregon                  | 1.001.964                  | 52,0                       | 7                          | 782.269                   | 40,6                      | –                         | 144.210           | 7,5               | 1.928.443      | 219.695   | 11,4      | [ 147 ] |
|             | Pennsylvania            | 2.926.441                  | 47,9                       | –                          | 2.970.733                 | 48,6                      | 20                        | 218.228           | 3,6               | 6.115.402      | 44.292    | 0,7       | [ 148 ] |
|             | Rhode Island            | 252.525                    | 54,4                       | 4                          | 180.543                   | 38,9                      | –                         | 31.076            | 6,7               | 464.144        | 71.982    | 15,5      | [ 149 ] |
|             | South Carolina          | 855.373                    | 40,7                       | –                          | 1.155.389                 | 54,9                      | 9                         | 92.265            | 4,4               | 2.103.027      | 300.016   | 14,3      | [ 150 ] |
|             | South Dakota            | 117.458                    | 31,7                       | –                          | 227.721                   | 61,5                      | 3                         | 24.914            | 6,7               | 370.093        | 110.263   | 29,8      | [ 151 ] |
|             | Tennessee               | 870.695                    | 34,7                       | –                          | 1.522.925                 | 60,7                      | 11                        | 114.407           | 4,6               | 2.508.027      | 652.230   | 26,0      | [ 152 ] |
|             | Texas                   | 3.877.868                  | 43,2                       | –                          | 4.685.047                 | 52,2                      | (36) 38                   | 406.311           | 4,5               | 8.969.226      | 807.179   | 9,0       | [ 153 ] |
|             | Utah                    | 310.676                    | 27,5                       | –                          | 515.231                   | 45,5                      | 6                         | 305.523           | 27,0              | 1.131.430      | 204.555   | 18,1      | [ 154 ] |
|             | Vermont                 | 178.573                    | 56,7                       | 3                          | 95.369                    | 30,3                      | –                         | 41.125            | 13,1              | 315.067        | 83.204    | 26,4      | [ 155 ] |
|             | Virginia                | 1.981.473                  | 50,2                       | 13                         | 1.769.443                 | 44,8                      | –                         | 199.966           | 5,1               | 3.950.882      | 212.030   | 5,4       | [ 156 ] |
|             | Washington              | 1.742.718                  | 54,3                       | (8) 12                     | 1.221.747                 | 38,1                      | –                         | 244.749           | 7,6               | 3.209.214      | 520.971   | 16,2      | [ 157 ] |
|             | West Virginia           | 188.794                    | 26,4                       | –                          | 489.371                   | 68,5                      | 5                         | 36.258            | 5,1               | 714.423        | 300.577   | 42,1      | [ 158 ] |
|             | Wisconsin               | 1.382.536                  | 46,5                       | –                          | 1.405.284                 | 47,2                      | 10                        | 188.330           | 6,3               | 2.976.150      | 22.748    | 0,8       | [ 159 ] |
|             | Wyoming                 | 55.973                     | 22,5                       | –                          | 174.419                   | 70,1                      | 3                         | 18.553            | 7,5               | 248.945        | 118.446   | 47,6      | [ 160 ] |

## Neuauszählungen

Neuauszählung beendet
Neuauszählung abgebrochen oder abgelehnt

- Wisconsin, Pennsylvania und Michigan: Ende November 2016 kündigte die Grünen-Politikerin Jill Stein an, in diesen Bundesstaaten offiziell eine Nachzählung der Stimmen zu beantragen.[161] Wären alle drei Bundesstaaten nachträglich Clinton zuerkannt worden, hätte sie eine Mehrheit im Electoral College gehabt und damit die Präsidentschaftswahl 2016 gewonnen.[162]
 Computer-Experten hatten die in den drei Bundesstaaten verwendeten Wahlautomaten kritisiert, die anfällig für Hackerangriffe seien und deswegen in anderen Bundesstaaten, unter anderem Kalifornien, nicht benutzt werden dürfen.[163] Clinton hatte in Stimmbezirken, in denen Wahlmaschinen benutzt wurden, signifikant schlechter abgeschnitten als in solchen, wo Stimmzettel verwendet worden waren. Einige Statistikexperten äußerten, dies könne auch an demographischen Unterschieden in den jeweiligen Countys liegen.[164] Für die hohen Kosten der Anfechtung sammelte Stein nach eigenen Angaben in kurzer Zeit Spenden in Höhe mehr als 7,3 Millionen Dollar.[165] Clinton unterstützte die Initiative, beteiligte sich aber nicht aktiv. Trump beantragte am 1. und 2. Dezember 2016, die Neuauszählungen in Pennsylvania und Michigan zu unterbinden. Der Generalstaatsanwalt von Michigan, Bill Schuette, reichte eine Klage gegen eine Nachzählung in Michigan ein.

Am 5. Dezember 2016 begann die Neuauszählung in Michigan; sie wurde am 9. Dezember vom Obersten Landesgericht Michigans (Michigan Supreme Court) abgebrochen. Am 12. Dezember war die Neuauszählung der Stimmen in Wisconsin beendet. Clinton wurden 713 Stimmen zusätzlich zugesprochen und Trump 844 Stimmen. Am gleichen Tag lehnte ein Richter am Bundesbezirksgericht in Pennsylvania eine Neuauszählung ab.
Auf dem 33. Chaos Communication Congress sprachen Matt Bernhard und J. Alex Halderman von der Universität Michigan über die Neuauszählung und äußerten: „Evidence supports the integrity of the election outcome, but is not strong enough to definitively rule out a cyberattack on the voting machines, due to the recounts being incomplete.“ („Die Indizien sprechen für die Richtigkeit der Wahl, wenn auch der Abbruch der Auszählung keine definitive Aussage bezüglich eines Cyberangriffs auf Wahlcomputer zulässt.“) „Hacking a U.S. presidential election [is] even easier than we thought!“ („Das Hacken einer US-Präsidentschaftswahl ist noch einfacher als wir dachten!“). Sie fordern eine Reform des US-Wahlsystems und nennen das Härten der eingesetzten Technologien, Verwendung von Papier-Wahlzetteln (ggf. Ausdrucke der Wahlcomputer) sowie verpflichtende Audits mit Hilfe dieser Wahlzettel.
- Nevada: Am 30. November 2016 beantragte Rocky De La Fuente, Kandidat der American Delta Party/Reform Party, die Neuauszählung in fünf Counties des Bundesstaates, den Clinton gewonnen hatte.[173]

Am 8. Dezember war die Neuauszählung beendet; es wurden keine signifikanten Unterschiede festgestellt. Das Ergebnis vom 8. November bleibt bestehen.
- Florida: Am 2. Dezember 2016[175] reichten drei Wähler eine Klage gegen das Wahl-Gremium, den Kandidaten Trump und den Gouverneur Floridas, Rick Scott, ein mit der Forderung, eine Neuauszählung in allen Wahllokalen Floridas zu finanzieren, weil nach ihrer Auffassung Computerbetrug (hacking), Fehlfunktion der Abstimmungsmaschinen und andere Probleme zu einer Verfälschung des Ergebnisses der ersten Auszählung geführt hatten. Die Klage wurde zunächst angenommen, hätte aber erst weiter behandelt werden können, nachdem die Beklagten auf die Klage reagiert hätten.[176]

Bis zum 15. Dezember wurde keine komplette Neuauszählung durch den Secretary of State of Florida in Erwägung gezogen, Regierungssprecherin Meredith Beatrice schrieb in einer E-Mail an ABC News, es gebe keine Anhaltspunkte für Wahlprobleme in Florida. Ein Gericht lehnte eine Neuauszählung ab; die Berufung wurde ebenfalls durch das Berufungsgericht des ersten Bezirks in Florida (First District Court of Appeal) abgewiesen.

## Abstimmung der Wahlleute und Zeit danach
Die Wahlleute des Electoral College gaben am 19. Dezember 2016 ihre Stimmen für die Ämter des Präsidenten und des Vizepräsidenten ab. An diesem Tag trafen sich die Wahlleute in den Hauptstädten der Bundesstaaten. Die Stimmzettel wurden versiegelt; sie wurden am 6. Januar 2017 vor einer Sitzung des US-Kongresses in Washington, D.C. ausgezählt. Zwar wurde das offizielle Ergebnis erst im Januar verkündet, jedoch war schon am 19. Dezember deutlich, dass es sieben Abweichler gab. Zwei Wahlleute in Texas, die für Trump hätten stimmen sollen, verweigerten dies und stimmten für John Kasich bzw. Ron Paul. Fünf Wahlleute, die Clinton hätten wählen sollen, stimmten ebenfalls für andere Personen. Im Bundesstaat Washington votierten drei Abweichler für den ehemaligen Außenminister Colin Powell und ein weiterer für die indianische Umweltaktivistin Faith Spotted Eagle; in Hawaii ging eine Stimme an Bernie Sanders. Sieben Wahlleute mit abweichenden Stimmen gab es im Electoral College noch nie. Die bis 2016 höchste Zahl gab es 1808 mit sechs abweichenden Stimmen.
| Präsidentschaftskandidat | Vizepräsidentschaftskandidat                  | Stimmen |
| ------------------------ | --------------------------------------------- | ------- |
| Donald Trump             | Mike Pence                                    | 304     |
| Hillary Clinton          | Tim Kaine                                     | 227     |
| Colin Powell             | Maria Cantwell Susan Collins Elizabeth Warren | 1       |
| John Kasich              | Carly Fiorina                                 | 1       |
| Ron Paul                 | Mike Pence                                    | 1       |
| Bernie Sanders           | Elizabeth Warren                              | 1       |
| Faith Spotted Eagle      | Winona LaDuke                                 | 1       |

Es gab bis zum 19. Dezember 2016 Versuche (zum Beispiel durch Briefe, E-Mails oder Anrufe, teilweise auch durch Gewalt- und Mordandrohungen), Wahlmänner der Republikaner dahingehend zu beeinflussen, nicht für Donald Trump zu stimmen. Fast fünf Millionen Menschen unterzeichneten eine entsprechende an das Electoral College gerichtete Online-Petition. Nach Trumps Wahl durch das Electoral College stellte der Kongress am 6. Januar 2017 das Wahlergebnis fest (gemäß Titel 3 U. S. C. § 15). Am 20. Januar 2017 wurde Donald Trump als Präsident vereidigt und in sein Amt eingeführt, womit seine Präsidentschaft begann.
Trump behauptete noch Monate nach seinem Wahlsieg, illegal Eingewanderte oder Verstorbene hätten millionenfach Hillary Clinton gewählt. Trump setzte eine Kommission ein, die seine Behauptung belegen sollte. Diese fand aber keine Indizien und wurde aufgelöst.

### Umfragen
Hauptwahl
- Hauptwahl (Hillary Clinton vs. Donald Trump) bei RealClearPolitics (englisch)
- Hauptwahl (Hillary Clinton vs. Donald Trump vs. Gary Johnson vs. Jill Stein) bei RealClearPolitics (englisch)

Parteiinterne Vorwahlen
- Demokratische Vorwahlen bei der Huffington Post (englisch)
- Demokratische Vorwahlen bei RealClearPolitics (englisch)
- Republikanische Vorwahlen bei der Huffington Post (englisch)
- Republikanische Vorwahlen bei RealClearPolitics (englisch)